# Săn hổ

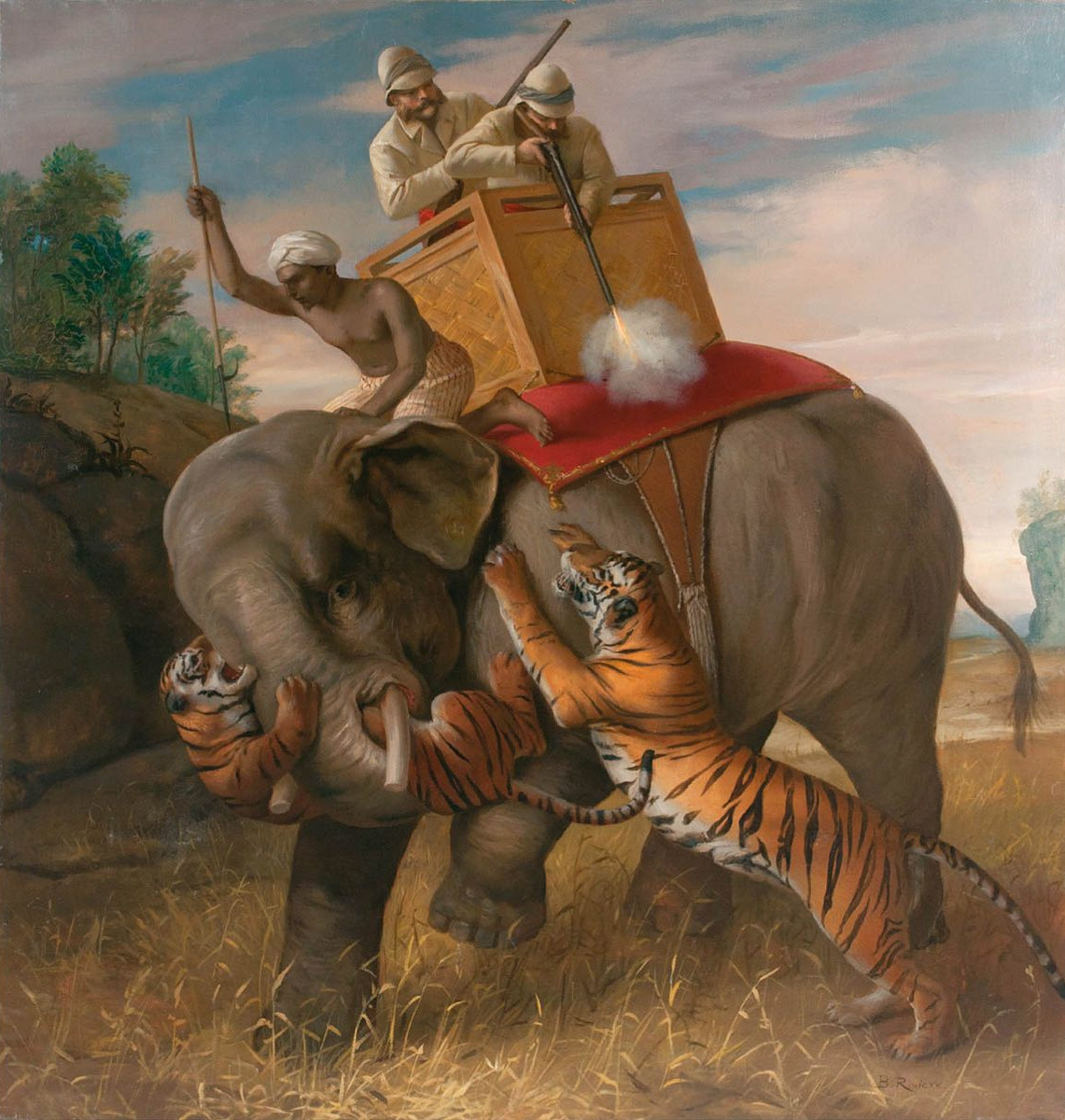
Họa phẩm về một cảnh săn hổ trên lưng voi

Săn hổ là việc bắt giữ hay giết hại hổ. Ngày nay, với các quy định pháp luật về bảo vệ loài hổ thì phạm trù này còn được mở rộng ra với các hành vi như nuôi nhốt, tàng trữ, vật chuyển, giết mổ trái phép để lấy các sản phẩm từ hổ. Mặc dùng trong môi trường tự nhiên hổ là động vật ăn thịt đầu bảng và không có nhiều kẻ thù dám đe dọa đến sinh mạng, nhưng con người là mối đe dọa nghiêm trọng nhất đối với sự tồn vong của con hổ bởi việc săn bắt bất hợp pháp. Hổ Bengal là phân loài phổ biến nhất của con hổ, chiếm khoảng 80% toàn bộ dân số hổ, và được tìm thấy ở Bangladesh, Bhutan, Myanmar, Nepal, Ấn Độ và đã bị săn bắt trong nhiều thế kỷ. So với sư tử thì hổ được coi là khó khăn hơn khi săn bắn vì thói quen sinh sống trong rừng rậm, các bụi cây rậm rạp và ít khi gầm rú ồn ào để khẳng định sự hiện diện của mình như sư tử.

## Tổng quan
Tục săn hổ đã có từ lâu trong lịch sử và con hổ là một động vật phổ biến của những trò chơi chết chóc, chúng đã bị săn bắt để thể hiện uy danh, sức mạnh của con người cũng như những danh hiệu đạt được khi săn được hổ, tuy nhiên từ xưa đến nay, săn hổ luôn là một cuộc chơi đầy nguy hiểm đối với tính mạng của người đi săn vì loài hổ là dã thú đầy sức mạnh, hung dữ và nguy hiểm. Ngày nay, nạn săn bắt trộm vẫn tiếp tục lộng hành ngay cả sau khi việc săn bắn hổ đã trở thành hành vi bất hợp pháp và loài hổ đã được pháp luật bảo vệ. Điều này đã dẫn đến nguy cơ tuyệt chủng cho loài hổ trên khắp thế giới. Nạn săn bắn hổ trái phép xuất phát từ quan niệm cổ xưa của người phương Đông về hổ cho rằng mọi bộ phận của hổ đều có tác dụng thần kỳ như xương nấu cao, thịt, tim ăn vào đại bổ, pín hổ bổ thận tráng dương, nanh hổ trừ tà, da hổ làm áo choàng, râu hổ chữa đau răng... một ước tính ngành kinh doanh liên quan tới hổ có giá trị lên đến 5 triệu USD (khoảng 104 tỷ đồng) mỗi năm.
Những con hổ hoang dã là một trong những loài bị đe dọa nhất trên hành tinh, số lượng hổ đã sụt giảm mạnh do săn bắn trộm và tình trạng mất nơi cư trú. Các yếu tố chính đe dọa sự tồn tại của những con hổ chính là con người để phục vụ cho nhu cầu, do niềm tin tín ngưỡng, thực hành nghi lễ và sự gia tăng dân số của con người cộng với va chạm giữa con người và khu vực sinh sống của hổ, mặc dù quần thể hổ chủ yếu bị ảnh hưởng bởi suy thoái môi trường sống và giảm mật độ con mồi. Hổ thường bị săn bắt để lấy da, xương, hay các bộ phận khác. Nạn săn bắt, buôn bán hổ khiến số lượng loài động vật quý hiếm này giảm 95% so với đầu thế kỷ XX. Năm 2008 trên thế giới chỉ còn khoảng 5.000 - 7.000 cá thể hổ hoang dã, trong đó có khoảng 200 con ở Việt Nam và 1.500 con ở Ấn Độ, loài hổ đã được đưa vào danh sách các loài đang gặp nguy hiểm. Đến năm 2011, Tổ chức động vật hoang dã Quỹ Quốc tế Bảo vệ Thiên nhiên (WWF) ước tính chỉ còn 3.200 con hổ sống trong môi trường hoang dã trên toàn thế giới, riêng tại Việt Nam chỉ còn 30 con.

## Lịch sử

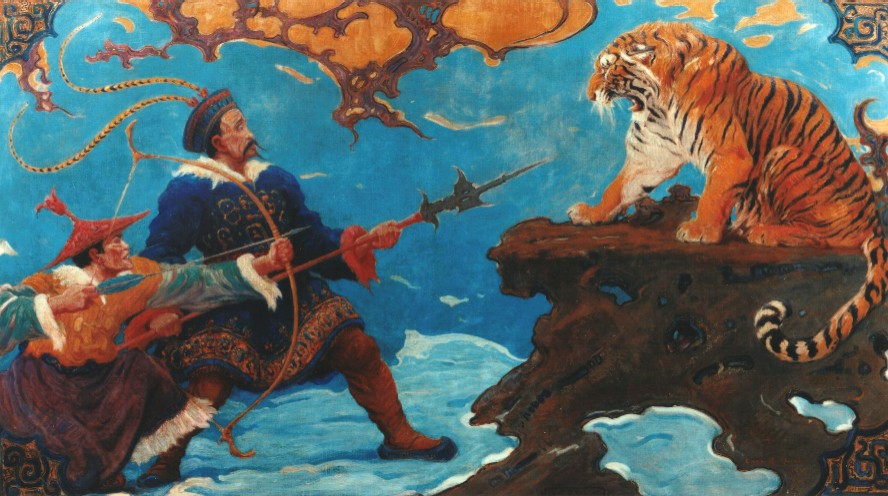
Cảnh săn hổ ở Mãn Châu

Trong lịch sử, hổ đã bị săn bắt bằng các hình thức khác nhau như chuyến hành trình (đi bộ), trên lưng ngựa, và trên lưng voi. Việc săn hổ và đối diện với những nguy cơ, hiểm họa rình rập đến tính mạng của kẻ đi săn và con hổ luôn luôn được coi là một sự thử thách cho lòng dũng cảm, sự thiện chiến, tinh thần của nhũng người đàn ông và là sự thử thách cho các danh hiệu vinh dự như Dũng sĩ (Ba Đồ, Ba Đồ Lỗ), Chiến binh... nó chính là biểu tượng cho lòng dũng cảm và uy danh. Ở một số nơi như Trung Quốc, Việt Nam hổ cũng được coi là một mối đe dọa cho cuộc sống con người trong khu vực, do đó, những người giết hổ được ca ngợi là anh hùng trừ hại cho dân, bảo vệ sự bình yên của làng bản.
Bên cạnh những ý niệm ngưỡng mộ dành cho hổ thì trong dân gian nhiều nước vẫn tồn tại luồng ý niệm sợ hãi, nỗi khiếp sợ, sự khinh ghét và ý muốn chế phục loài hổ, xuất phát từ nỗi khiếp sợ về sự phá hoại của con hổ đối với con người như là loài vật ăn thịt có bản tính ác độc, hổ hay ăn thịt người, vồ người gây kinh hoàng và gieo rắc tại vạ cho người dân hoặc hoành hoành ăn thịt, giết hại gia súc, vật nuôi của con người, gieo rắc nhiều tai ương cho con người do đó người ta sẵn sàng triệt hạ loài hổ.

### Trên thế giới
Sự phổ biến của con hổ săn bắn như một môn thể thao quý tộc của hoàng gia Anh và Châu Âu trong nhiều thế kỷ. Điều này đã khiến cho loài hổ giảm từ 4.000 con xuống 1.800 con ở Ấn Độ Trong những năm đầu của thế kỷ XX, Hoàng gia Nga đã bắt đầu một kế hoạch để xâm chiếm các vùng đất châu Á nơi sinh sống của hổ Caspian để lấy đất canh tác. Chính quyền địa phương của Nga đã nỗ lực để tiêu diệt con hổ trong lưu vực sông Syr - sông Daria và sông Amur - Daria và biển Aral. Quân đội Nga đã được chỉ thị tiêu diệt thẳng tay tất cả các con hổ tìm thấy xung quanh khu vực biển Caspi, dự án đã được thực hiện rất hiệu quả. Sau khi tiêu diệt con hổ Caspian đã gần như xong, những người nông dân theo sau, được thanh toán bù trừ rừng và trồng cây.

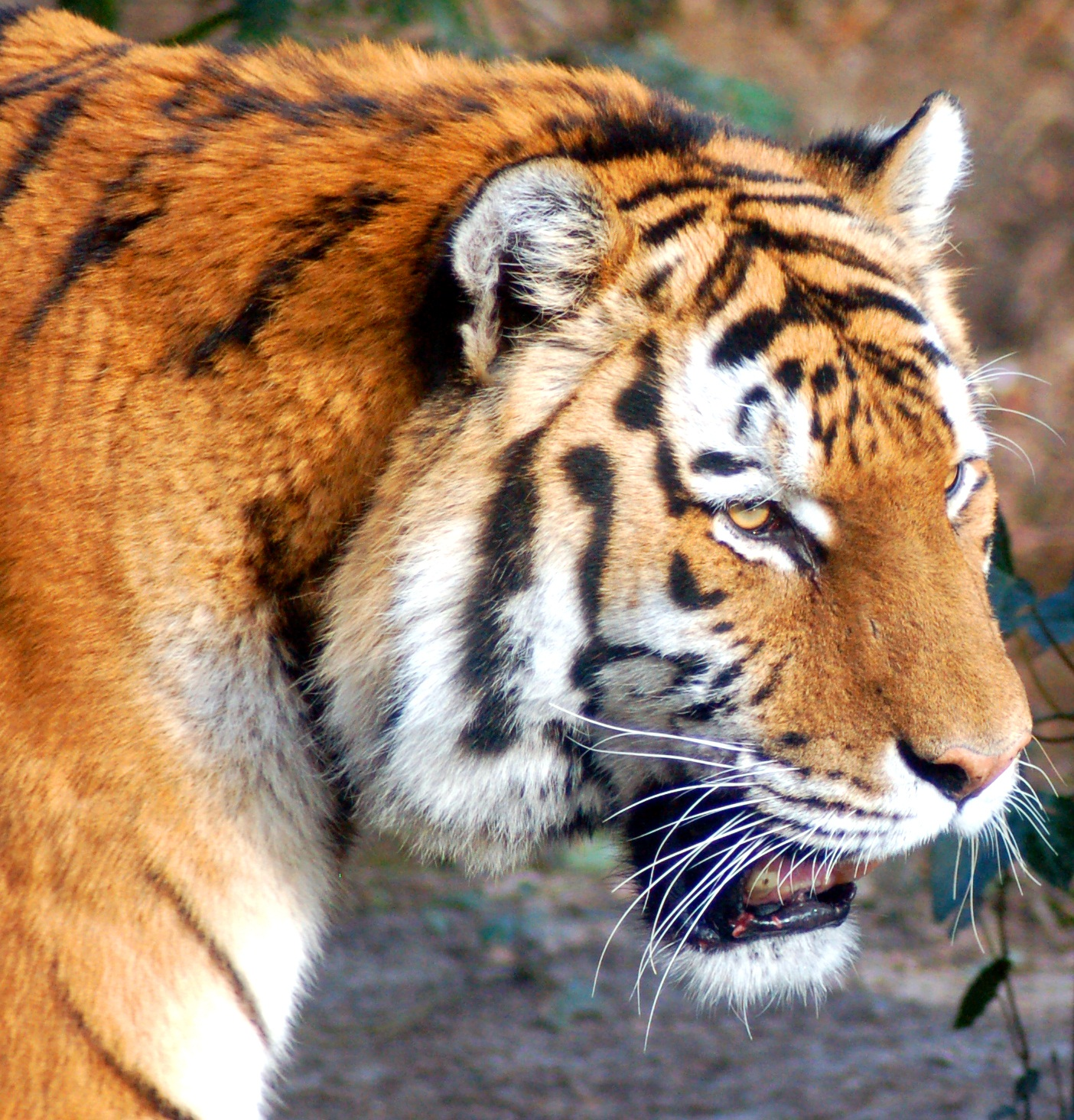
Loài hổ Mãn Châu bị tàn sát trong lịch sử, hiện nay đang có nguy cơ tuyệt chủng

Do săn bắn và phá rừng, hổ Caspian dần rút lui, đầu tiên chúng di cư từ vùng đồng bằng tươi tốt để đến các dãy rừng, sau đó chạy đến các đầm lầy xung quanh một số con sông lớn hơn, và cuối cùng cư trú sâu hơn vào những ngọn núi, cho đến khi nó gần như chắc chắn đã bị tuyệt chủng. Các thành trì cuối cùng của con hổ Caspian trong Liên Xô cũ là trong khu vực Tigrovaya Balka, trong Tajikistan. Trong những năm đầu của cuộc Nội chiến Nga, cả hai đạo quân Hồng Quân và Bạch Vệ đồn trú tại Vladivostok đã thi nhau thực hiện việc gần như xóa sổ những con hổ Siberia tại địa phương. Trong những năm 1920, con hổ đã bị những người Cộng sản tiêu diệt, Các quy định pháp lý hổ săn bắn trong Liên bang Xô viết sẽ tiếp tục cho đến năm 1947, khi việc săn bắn hổ chính thức bị cấm.
Trong năm 1959, trong khi của Trung Quốc thực hiện cuộc Đại nhảy vọt, Mao Trạch Đông tuyên bố rằng Hổ Hoa Nam kẻ thù của con người, và bắt đầu tổ chức và khuyến khích các chiến dịch diệt trừ hổ. Đầu những năm 1960, con hổ của Trung Quốc đã giảm xuống chỉ còn hơn 1.000 con. Một thập kỷ sau, phạm vi của chúng đã giảm xuống còn ba khu vực ở miền nam Trung Quốc, hai trong số nằm tại tỉnh Giang Tây. Có thể thấy số lượng của chúng đã nhanh chóng giảm từ khoảng 4.000 con xuống còn khoảng 200 con năm 1976. Năm 1977 chính phủ Trung Quốc sửa đổi lại luật, và cấm chỉ việc giết hổ hoang, nhưng điều này có lẽ đã quá muộn để có thể bảo vệ nòi này. Hiện tại còn 59 con còn đang bị nuôi nhốt, tất cả đều tại Trung Quốc, nhưng chúng chỉ sinh được có sáu con. Vì thế, tính đa dạng di truyền không được duy trì, làm cho khả năng tuyệt chủng vĩnh viễn trở nên rõ nét.
Vào năm 1986, người ta đã được phát hiện ra rằng những con hổ đã suy giảm nhanh chóng do bị đầu độc, bẫy hoặc bắn và sau đó chuyển lậu ra khỏi Ấn Độ để cung cấp cho các nhà sản xuất thuốc ở Trung Quốc. Vào năm 1992, ngành công nghiệp thương mại đã chi tổng cộng 12,4 triệu đô la cho 200 con hổ đã được săn bắn bởi những kẻ săn trộm. Kể từ thời điểm đó, Trung Quốc đã cấm săn bắn và mua bán hổ. Tuy nhiên, điều này chỉ làm tăng giá trị của con hổ và càng khuyến khích việc săn bắn hổ dữ dội. Ngoài việc săn bắn, để bù đắp cho việc cấm buôn bán các bộ phận hổ, ở Trung Quốc, Việt Nam, Lào đã bắt đầu thu hoạch hổ bằng cách nuôi hổ. Điều này cho phép họ nuôi hổ nuôi nhốt với mục đích bán các bộ phận của hổ.
Ngày nay, hổ còn là đối tượng đem nuôi để phục vụ cho hoạt động săn bắn chiến phẩm. Việt Nam không có sự phân bố tự nhiên của sư tử, nhưng Việt Nam có hổ và từng có rất nhiều hổ. Ngược lại, châu Phi là xứ sở của sư tử, song nơi này lại không có hổ tự nhiên nhưng họ mang hổ từ nơi khác, thậm chí từ châu Á, vượt ngót nửa vòng Trái đất sang đây, để nuôi như nuôi lợn, nuôi để cho khách có nhu cầu đi săn bắn. Tại Nam Phi có trường hợp người gốc Việt nuôi hổ và biến hổ trở thành thứ mồi để săn bắn. Những con hổ vượt đại dương trở thành mồi săn bắn và họ nuôi hổ như nuôi lợn tăng trọng ở một trang trại của người Việt tại Nam Phi nên lũ hổ nhốt cù rù trong chuồng.
Tại trại hổ, mỗi ngày người ta đi thu gom gà chết, cánh gà, đầu gà phế phẩm về cho thú nuôi chúa sơn lâm ăn, cánh gà thối, toàn vết tiêm kháng sinh, bơm hóa chất, đó là gà chết thối hoặc gà thải bệnh tật từ các trại nuôi, thịt gà đó con người không dám ăn, cả đống lông gà bay xáo xác, trắng xám cả góc chuồng, chứng tỏ hổ ăn uống dễ tính, thú rừng quý hiếm được nuôi như nuôi lợn tăng trọng, hàng ngày cho ăn đồ thải loại, qua loa. Cho hổ ăn uống bừa phứa, thức ăn giá rẻ thì mới có lãi, hổ và sư tử nuôi trong trang trại, chăm bẵm như lợn tăng trọng, ăn gà chết thối cả lông..
Giá mỗi lần đi săn hổ hoặc sư tử khoảng 12.000USD, người Âu và Mỹ thì có lãi còn người Á thì ít lãi hơn, bởi bắn hổ xong họ đòi cả xương để nấu cao, người Mỹ và người Âu họ thích thể thao, bắn xong, gác súng, đủng đỉnh đi uống bia rượu rồi về, nhiều nhặt xác hổ, xác sư tử đem đi nấu cao. Để kích thích các thợ săn, tạo hứng khởi cho trò chơi giết chóc của các nhóm khách, họ luôn thúc cho các con vật nuôi trở nên hung dữ, lồng lộn, điên cuồng trốn chạy sau khi được phóng thích từ lồng nhốt. Các đại gia sẽ ngồi xe địa hình, vác súng lớn, có người hướng đạo và mồi đạn, nâng súng lên, họ lùng sục, ngắm bắn, rình rập như thú hoang trong một cuộc cạnh tranh sinh tồn khốc liệt và người chủ thường tiêm cho hổ và sư tử một liều thuốc ngủ. Nó chạy một hai tiếng là tự nhiên chậm lại và nằm chờ bị bắn.

### Ở Việt Nam
Theo ghi chép của Sử sách thì nghề bắt hổ ra đời từ rất xưa, vào thời phong kiến, không ít lần miền đất xứ Trị Thiên bị hổ dữ hoành hành, vua ở Kinh thành Huế đã phải ban chiếu lệnh triệu người Thủy Ba vào bắt hổ, Làng Thủy Ba thuộc xã Vĩnh Thủy huyện Vĩnh Linh tỉnh Quảng Trị nổi tiếng khắp nước và thế giới bởi nghề bắt hổ. Xuất phát từ việc đối phó với thú dữ, làng Thủy Ba ngày đó đã sinh ra nghề bắt hổ. Năm Nhâm Thìn (1832), ở phường Thiên Thọ nằm phía Tây Kinh thành Huế xuất hiện một con hổ cực kỳ hung dữ, đã giết nhiều người và súc vật của dân chúng. Vua Thiệu Trị đã ra chiếu sức 400 thanh niên trai tráng của Thủy Ba vào bắt hổ.
Ở Việt Nam có tập quán đi săn Hổ của người Sán Dìu, từ xa xưa, người Sán Dìu thường đi săn săn Hổ lấy thịt để cải thiện bữa ăn trong gia đình. Họ thường tổ chức đi săn vào dịp nông nhàn, dịp đầu xuân mới hoặc khi phát hiện được con thú lớn là Hổ đi kiếm ăn. Nếu bắn được con Hổ to thì đem về nhà người trực tiếp bắn trúng để làm thịt, và cúng báo mời tổ tiên về ăn mừng để cầu xin tổ tiên phù hộ độ trì cho lần sau đi săn bắn được nhiều con Hổ và an toàn hơn. Sau khi cúng xong, họ lấy thịt Hổ ra để chia phần cho người trực tiếp bắn trúng được riêng một vai, đầu và bốn chân, số thịt còn lại chia đều cho những người đi săn, nếu ai có chó đi săn cùng thì được thêm nửa phần của người đi săn. Nếu bắn được Hổ nhỏ thì họ sẽ không chia phần, mà chỉ mang về nhà người trực tiếp bắn trúng, làm thịt, không phải cúng tổ tiên rồi liên hoan một bữa vui vẻ, chúc mừng nhau lần sau sẽ săn được một con Hổ to hơn. Nếu săn được con Hổ và dịp dầu xuân thì người ta tin rằng năm ấy sẽ có sức khoẻ như Hổ, và luôn gặt hái được nhiều thành công, may mắn.

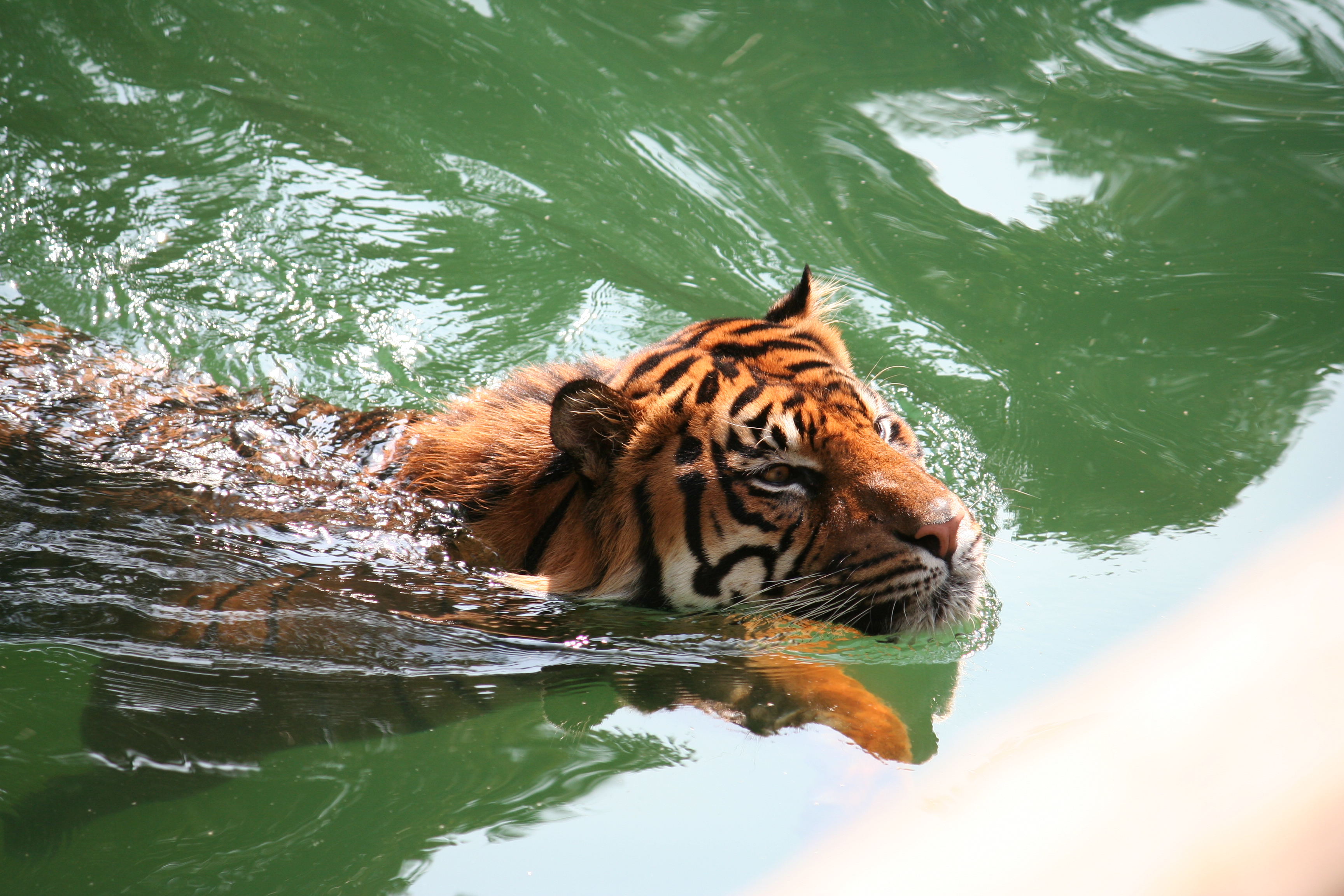
Một con hổ đang bơi

Tại vùng Tây Bắc Việt Nam vào khoảng những năm 1940, thời trước, lang đạo xứ này có những quyền lợi rất lớn trong mường của mình, chuyện săn bắn cũng quy định rất nghiêm ngặt, nếu săn bắn được hổ, phải nộp xương và râu, phần thịt còn lại phải chia phần nhiều cho người có công nhiều, chia ít cho người có công ít, ai làm sai, tạo mường sẽ tuỳ theo lỗi nặng nhẹ mà phạt vạ từ một đến 3 nén bạc, kèm theo rượu thịt, thậm chí nọc cổ ra đánh đòn.
Ở Miền Nam Việt Nam, hổ xuất hiện thường xuyên ở huyện Nhà Bè, quận Thủ Đức, huyện Bình Chánh, và những tin tức về hổ không làm người dân hoang mang nữa, mà ngược lại, nó gây hấp dẫn với một số người thích săn bắn. Vào thế kỷ XX, Hoàng tử Henri của Pháp, Thái Tử Đan Mạch Waldemar và Công tước De Montpensier là những khách săn bắn thường xuyên ở Sài Gòn để tìm bắn hổ. trong số các tỉnh cũ như Tây Ninh, Thủ Dầu Một, Bà Rịa Vũng Tàu... thì Biên Hòa là có nhiều hổ nhất nên, giới thợ săn người Tây từ Sài Gòn quy tụ về đây rất đông. Tuy nhiên, Trung tâm săn hổ ở miền Nam nước Việt là thị xã Ban Mê Thuột chớ không phải là ở vùng Đồng Nai.
Những năm 30 của thế kỷ XX, người Pháp truyền bá vào Việt Nam những thú tiêu khiển mới mang cảm giác mạnh, tại các địa phương khác nhau đã xuất hiện những tay thợ săn chọn săn hổ làm nghề nuôi thân với mức lương rất cao. Nó thu hút nhiều người tham gia và những nhà kinh doanh Pháp, Mỹ, Anh đã thành lập một công ty chuyên phát triển dịch vụ trên mang tên Caffort dành cho nhà giàu, đây là nơi sẽ cung cấp súng săn, lều bạt, trang thiết bị thiết yếu cho bất cứ một người nào có đam mê giáp mặt hổ và tổ chức chỉ thu lợi từ phí của dịch vụ nhà tổ chức không hề để ý đến giá trị của những con hổ bị săn có khi còn vượt cả số tiền họ thu được từ phí dịch vụ. Riêng đối với giới thợ săn, một con hổ dù sống dù chết đều mang lại những món tiền kếch xù. Những săn cọp lúc bấy giờ phần lớn là người Tây lai, chứ ít có người Việt vì họ không được trang bị súng. Chính quyền pháp còn cho thành lập hẳn một trung tâm săn hổ để thu hút người tham gia.
Quan niệm thái quá của con người khiến hổ ở Việt Nam từ xưa đã bị săn bắt ráo riết chẳng kém gì ở những nơi khác trên thế giới, có những người chuyên nghề dọi dấu (tìm dấu vết hổ) của làng Tịnh Yên Đông Tây chuyên đi săn hổ, Săn hổ ở đây đã trở thành nghề cha truyền con nối. Thậm chí đến nay, ở vùng biên giới Quảng Trị - nơi mà người ta tàn sát hổ, coi hổ như kẻ thù và tổ chức săn bắt như ở Làng Thủy Ba. Do hổ thường xuyên thâm nhập vào các bản làng của con người bắt gia súc như trâu bò dê heo và ăn thịt người dân, đây được coi là trận chiến giữa người với mãnh thú mà còn là câu chuyện kể về sức mạnh của người dân Việt chống loài ác thú và chống ngoại xâm... chính quyền, triều đình phong kiến trước đó còn tặng thưởng cho những người săn hổ công với giá trị y học và kinh tế mà hổ đem lại như xương hổ để nấu cao hổ cốt, da hổ để trang trí, bộ móng vuốt, răng của hộ để đeo như những trang sức, pín hổ để tăng cường sinh dục, còn được dùng để trưng bày hoặc làm thành các sản phẩm lưu niệm, điều này dẫn đến những cuộc săn hổ, tàn sát loài hổ.

## Phương thức
Đối với việc bắt hổ theo hình thức thủ công, có rất nhiều cách săn hổ như bẫy, hầm sập, nhưng phổ biến hơn cả là dùng lưới vây bắt, ngoài ra phải có sự phối hợp của rất nhiều người trong trường hợp dồn đuổi hổ. Đôi với những chuyến đi săn hổ theo thú vui tiêu kiển khiển giải trí theo kiểu cảm giác mạnh thì những người đi săn phải có sự chuẩn bị với những công đoạn, kỹ năng nhất định vì không như săn bắn các loại thú khác, hổ rất hung dữ và gây nguy hiểm đến tính mạng cho con người. Thường trước khi bắt hổ người ta hay tổ chức cúng tế. Ngoài ra phải được trang bị kỹ các loại vũ khí. Những người thợ săn có thể tìm những người bản xứ thông thuộc địa bàn muốn săn, những vật dụng cần thiết để hành nghề, chọn ra cây súng tốt nhất, thường là loại súng trận, và nhất thiết không không mang theo những cây súng bắn chim thô sơ vì loại súng này không những không hạ được hổ trong phát súng đầu tiên, ngược lại còn có thể gây ra tai nạn bất ngờ, họ cũng chuẩn bị một con dao bén, mỏng được rèn bằng thép tốt và một chiếc đèn soi cột trên trán.
Người Sán Dìu đi săn thì dụng cụ săn hổ thô sơ có thể là súng kíp và những con chó săn, đi săn Hổ chủ yếu là súng kíp, ngoài ra mỗi người đi săn có thêm 1-2 con chó săn đi cùng để hộ người quây đuổi thú. Đối với trường hợp đi săn cá nhân, người Sán Dìu hường chỉ là đàn ông đi săn. Nơi tổ chức săn ở vùng nương rẫy hoặc rừng già, khi phát hiện ra có con hổ xuất hiện, thì họ đi mò, phục kích để đón đầu, trong trường hợp đi săn cá nhân họ không thể dồn đuổi con Hổ được mà chỉ mò rồi bắn, vì nếu đuổi Hổ phát hiện, bỏ chạy thì sẽ không đuổi kịp. Bên cạnh đó, với sự tinh nhanh vốn có, nhiều lần hổ đánh hơi được nguy hiểm tẩu thoát nên không dễ gì để diệt được Hành trình lần theo dấu vết hổ dữ rất khó khăn. Người ta sẽ theo dõi con hổ qua một quá trình kể từ khi nó vào làng bản bắt heo, bê, chó của người dân, những người thợ săn sẽ lần theo dấu về tìm đến lãnh địa của con hổ ẩn náu rồi quay về thông tin cho đoàn người thợ săn.

### Theo dấu

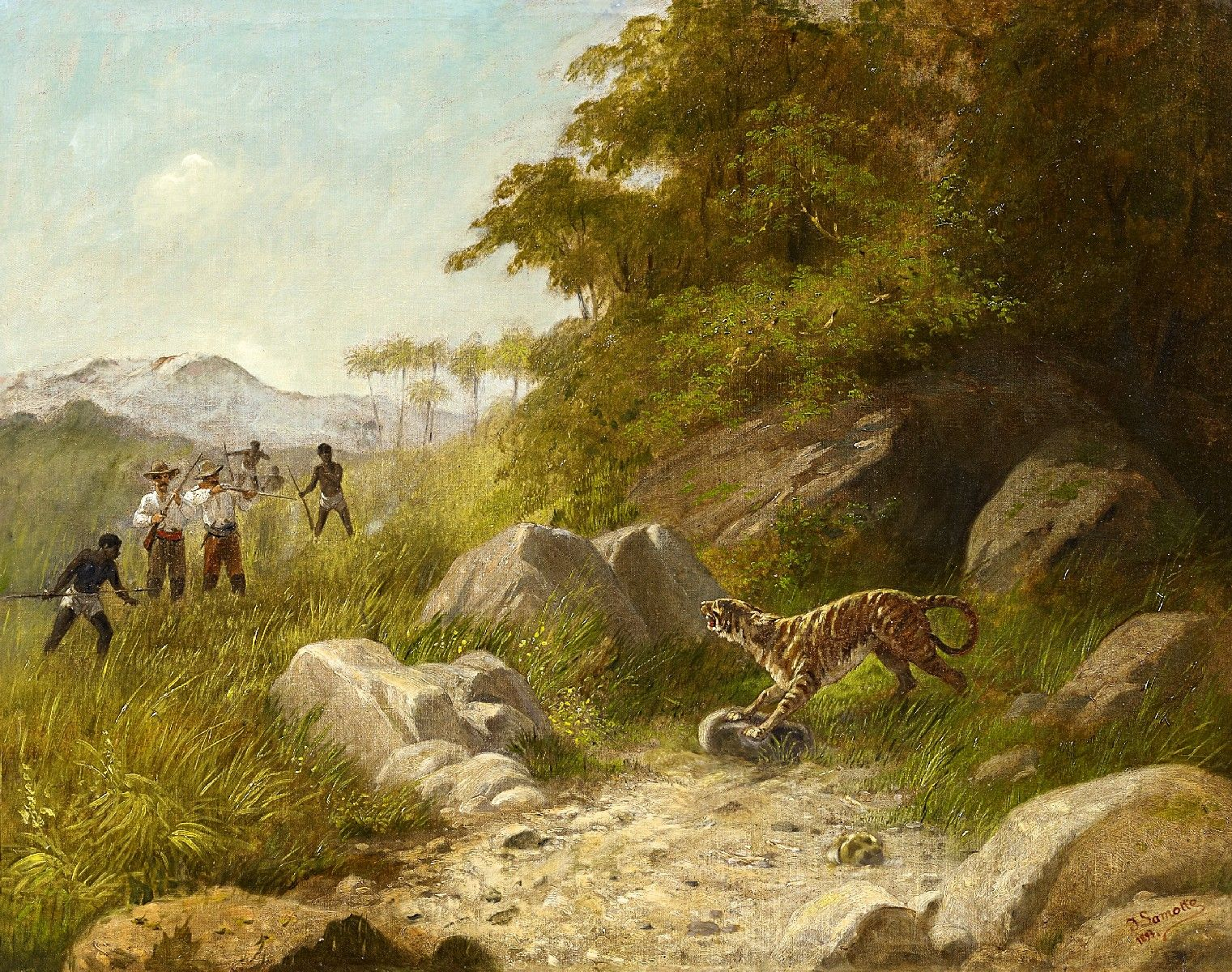
Một cảnh truy lùng hổ, ở Việt Nam còn được gọi là nghề dọi dấu tức là tìm dấu vết hổ

Người ta cũng sử dụng phương pháp phục kích hổ để hạ sát, thông thường là thợ săn được trang bị súng. Người ta sẽ theo dõi con hổ, nắm được quy luật hoạt động, thói quen, đường đi nước bước để tổ chức phục kích và bắn chết hổ. Đối với những cuộc săn hổ theo kiểu trò chơi sinh tử, những thợ săn chia thành từng tốp không quá năm người kéo vào rừng rậm. Một trong những điều cấm kị trong khi di chuyển trong rừng là các thành viên không được nói chuyện, không ồn ào, không cười nói, họ chỉ lẳng lặng đi bên nhau trong những quy ước, kế hoạch đã thỏa thuận từ trước như vậy trong nhiều giờ liền để đến một cái trảng để phục kích hổ đó là một vùng đất cây bụi thấp, đặc biệt nhiều cỏ tranh hình thành do người dân tộc thiểu số bản địa canh tác theo kiểu du canh du cư mà thành, đây là chỗ cỏ tranh mọc lên quá đầu người và là nơi hổ thường xuyên tụ tập vì tranh non là thức ăn khoái khẩu của nai, hoẵng, là những con mồi ưa thích và thường xuyên của hổ, khi đêm về, nai kéo nhau ra các bãi tranh ăn cũng là khi hổ xuất hiện rình mồi.
Săn hổ vô cùng nguy hiểm nhưng ly kỳ, người thợ săn phải đối mặt với một trong những loài động vật săn mồi nguy hiểm bậc nhất thế giới động vật do vậy luôn phải trang bị cho mình những bài học kinh nghiệm, trước hết là cách tìm dấu vết hổ (có những người chuyên nghề dọi dấu) để tìm hổ, muốn bắt được hổ phải hiểu tính nết, đặc điểm của nó. Căn cứ vào hướng gió, mùi hổ hay dấu hổ, người ta có thể đoán được hổ đực hay hổ cái, to đến mức nào và dò được khu rừng nào có hổ ở. Hổ rất thính hơi, nó có thể phân biệt được mùi của voi, gấu, nai và cả hơi người, Khi gió đưa mùi của người đến mũi hổ thì hoặc chúng sẽ không đi về nơi ẩn náu hoặc sẽ khát máu lao ngay đến vị trí của người tấn công ngay lập tức. Đôi khi người ta có thể xác định một khu vực có hổ và tiến vào, và có cách nhận biết những dấu hiệu khi có sự hiện diện của hổ, đó là sự xuất hiện của loài chim đỗ quyên, loài chim này chuyên đi theo hổ để ăn phần thức ăn thừa của chúng. Những người thợ săn có thể nghe tiếng chim chóc trong rừng, quan sát hoạt động của bầy khỉ trên cây từ đó thể đoán được dấu vết và hành tung của hổ.

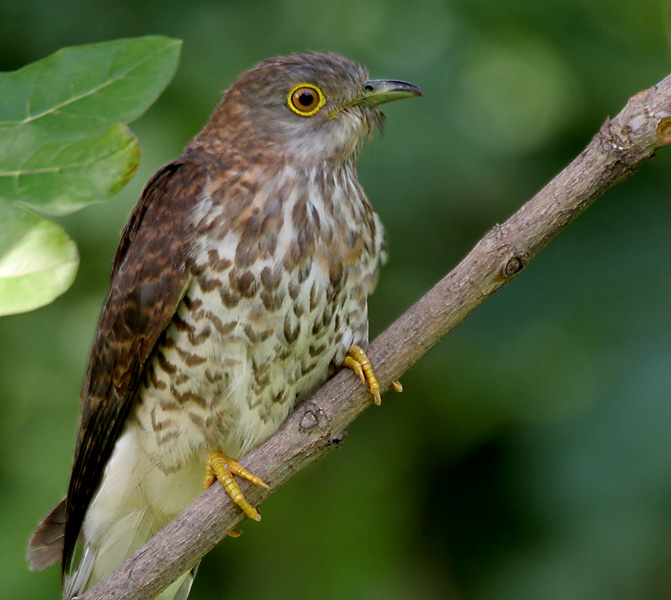
Sự xuất hiện của loài chim Đỗ quyên là dấu hiệu cảnh báo rằng có hổ hiện diện ở quanh

Trong một khu rừng già, cái mà người thợ săn kinh nghiệm có thể nhận biết có hổ hay không nhờ đặc điểm là rừng thưa và vắng. Nếu vào một khu rừng mà không nghe tiếng chim hót, không thấy bóng một con thú nào, thì có thể khu rừng đó có hổ vừa đi qua. Với mùi đặc trưng, rất thối và tiếng gầm lớn của hổ, làm cho chim chóc cũng không dám hót, các loài dế, nhím, chồn, cáo đang kêu tự nhiên im như thóc. Khi săn hổ thì một kinh nghiệm của những người thợ săn là phải núp ở nơi có những cành thấp chìa ra quanh thân, có tác dụng bảo vệ, cản đường con thú hung dữ lao lên khi bị thương, khi hổ xuất hiện thì sẽ có mùi hôi xộc lên một cách nồng nặc và những tiếng động xào xạc và có thể thấy một khối xám xám đang di chuyển, nhiều người thợ săn phải kiên trì phục kích hổ cả tháng để hổ xuất hiện trong tầm ngắm, họ có thể lần theo xác của trâu bò bị hổ giết hại, nếu phát hiện dấu chân mới, có nghĩa là hổ vẫn quay lại kiếm mồi. Đêm trăng xế là thời điểm hổ thường đi kiếm mồi.
Ngoài ra, việc săn hổ ban đêm tuy nguy hiểm nhưng đi săn vào đêm sẽ có thể gặp thuận lợi hơn bởi người ta có thể dễ dàng phát hiện vị trí của con thú nhờ những cặp mắt sáng xanh như những ngọn đèn trong màn đêm. Tuy nhiên nhiều thợ săn cho rằng loài hổ, khi cảm thấy bị nguy hiểm tự nó có thể tắt ánh sáng này đi một mắt như một sự ngụy trang khéo léo, để có thể hù dọa một số người về hiện tượng lạ lùng này, ngoài ra còn nguy hiểm hơn là chúng có thể thay đổi vị trí, đảo vị trí ẩn nấp hoặc di chuyển của chúng một cách bất ngờ trong đêm. Nhiều trường hợp thợ săn vừa phát hiện một cặp mắt hổ sáng quắc vụt lên trong đêm tối của rừng già nhưng chỉ trong thời gian ngắn, cặp mắt ma quái đã vụt biến mất và bóng con hổ đã thình lình xuất hiện ở sau lưng với mùi hôi đặc trưng của hổ xộc thẳng mũi đến tận buồng phổi.

### Mai phục
Việc chọn vị trí mai phục đóng vai trò vô cùng quan trọng khi theo dấu chân hổ việc lựa chọn sai và thiếu kinh nghiệm, người thợ săn có thể dẫn đến việc đưa mình vào tình thế nguy hiểm. Người săn hổ thường chọn vị trí phía trước có cây bụi thấp, đủ để nấp, khoảng cách từ bụi cây ẩn nấp đến một cây lớn trong rừng già cũng phải đủ rộng để nếu bị hổ tấn công, thì bụi cây hoặc thân cây lớn sẽ giúp tránh cú vồ của hổ. Nhưng nếu không có khoảng trống trong khu vực đó, người thợ săn sẽ rơi vào tình thế bị động, không thể phản công, khi bị hổ dữ tấn công nếu khoảng cách nếu quá gần thì người ta không thể nhảy tránh được và nếu không có bụi cây, thân cây lớn, họ cũng không có nơi ẩn nấp, hạn chế những cú vồ của hổ.
Khi đã chọn được vị trí thuận lợi, thì người thợ săn phải bình tĩnh, im lặng quan sát đợi cơ hội cho con hổ lọt vào tầm ngắm của mình và chính ngay lúc này, điều quan trọng nhất là người thợ săn không thể thiếu kiên nhẫn hoặc hoảng sợ, nếu chưa tới thời điểm phù hợp đã vội vàng tấn công, thì ngược lại có thể trở thành nạn nhân của hổ. Sau khi con cọp bị thu hút bởi ánh đèn sáng rực trong đêm, mắt hướng về phía ánh sáng, người thợ săn nhanh chóng ngắm vào giữa trán con vật, nín thở và bóp cò. Thường thì nếu người ta bắn trật hoặc làm bị thương con vật này khát máu này. Nếu phát súng khiến con cọp bị thương nặng chúng sẽ bỏ chạy vào rừng sâu, ngược lại, phát súng chỉ làm hổ bị thương nhẹ thì nó sẽ điên loạn chống trả quyết liệt, đưa người thợ săn vào vòng sinh tử và thực sự rơi vào tình trạng nguy hiểm. Đôi khi sự hốt hoảng, mất bình tĩnh của người đi săn có thể là lần đi săn cuối cùng trong đời họ. Khi hổ lao đến tấn công thì những người thợ săn nhanh chóng phân tán mỏng ra, ẩn sau những thân cây lớn để tránh các cú vồ chết người, khi hổ vồ hụt, chúng sẽ dừng ít giây chuẩn bị cho một cú vồ khác, lợi dụng thời gian này, họ đổi sang cây khác để phân tán sự tập trung của con vật vào một nạn nhân, những người còn lại sẽ tìm cách bắn hạ nó.
Sau khi bắn hạ con hổ, những thợ săn sẽ đứng dậy quan sát chứ không ra khỏi chỗ ẩn nấp cho đến khi con vật không còn nhúc nhích. Sau đó, họ sẽ dùng lưỡi dao thép bén lột bộ da vằn vện của hổ, họ sẽ chôn xác con vật trong một cái huyệt cạn được vùi bằng những loại cây gai chắc chắn, mục đích của việc này là để các vi sinh vật làm sạch phần thịt của con hổ, sau khoảng 3 tháng, phần xác giờ đã trở thành một bộ xương sạch sẽ và chúng sẽ được mang về làm cao hổ cốt. Tuy vậy, Thường thì những cuộc đối đầu với ông hoàng rừng xanh của loài người luôn gặp phải thất bại vì nếu không tấn công chúng trúng lúc nó không đói mồi thì loài cọp cũng không nguy hiểm nếu khiến chúng nổi giận thì quả thật khó lường. Và không phải người thợ săn nào cũng đủ bình tĩnh khi giáp mặt với hổ, sự xuất hiện trong mùi tanh tưởi của thần chết với bộ lông vằn vện của chúng nhanh chóng thổi bay sự hứng thú ban đầu của người muốn săn.

### Dùng bẫy

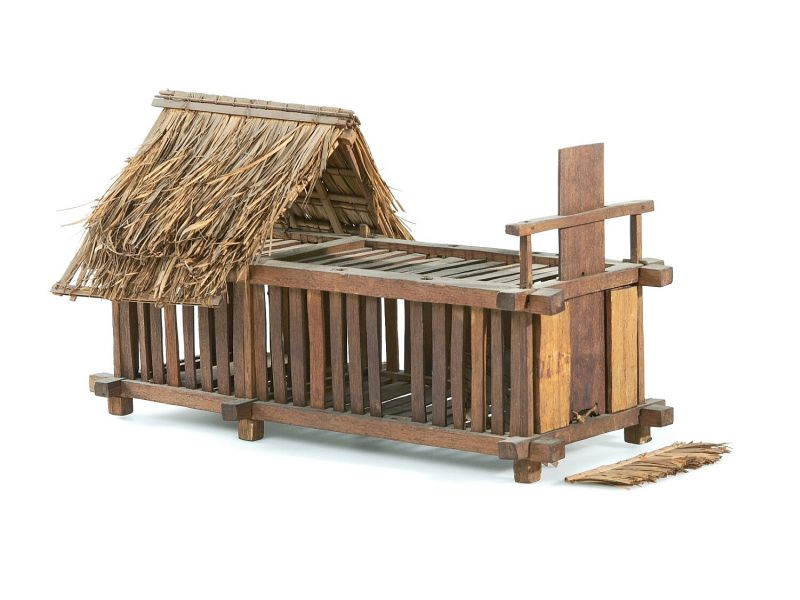
Một loại bẫy hổ

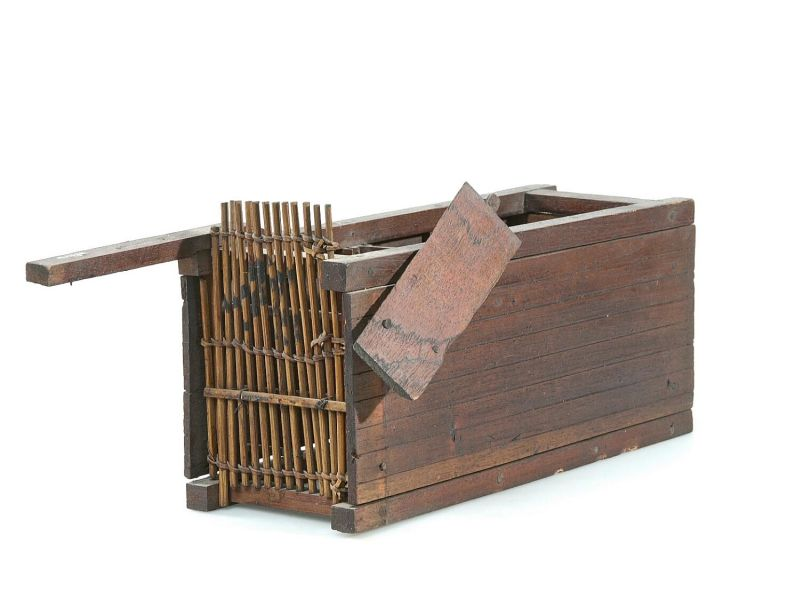
Một kiểu bẫy hổ

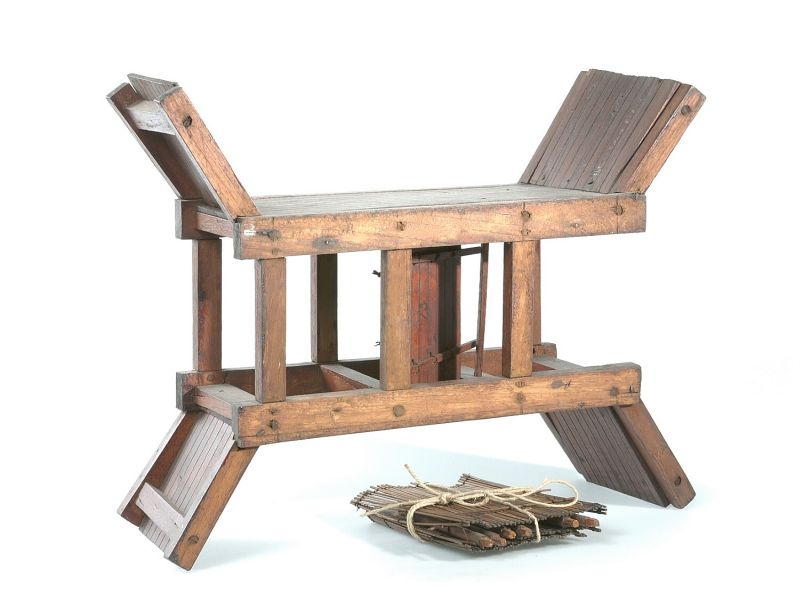
Một loại bẫy hổ khác

Phương thức sử dụng bẫy bằng việc nhử mồi, người ta sẽ sử dụng những con mồi đặt trong những cái bẫy, có thể giết con mồi hoặc để con mồi sống hoặc tưới máu máu tươi lên con mồi để nhử con hổ, khi con hổ vồ lấy con mồi cũng là lúc bị sập bẫy, thông thường người ta sẽ dùng con mồi nhử trong đêm và sáng ra sẽ xem kết quả có nhiều loại bẫy trong đó có bẫy sập và bẫy treo, bẫy lưới. Có một kiểu bẫy khác đó là săn bằng dọi đèn vì nhiều loài động vật hoang dã trong đó có hổ bị hấp dẫn bởi ánh sáng trong đêm, đến khu vực có hổ và thấy chúng, thợ săn sẽ dùng đèn để thu hút sự chú ý của nó và tìm cách bắn hạ.
Người dân tộc ở miền núi ở Mường Lát, Thanh Hóa thì có cách đặt bẫy hổ và dùng bùa chú, các thợ săn bắt làm những chiếc bẫy thường hay sử dụng để bắt thú lớn là bẫy tên và bẫy hầm. Làm bẫy hầm cần đào một chiếc hố lớn, bên trên ngụy trang khéo léo bằng các lá cành khô, bên dưới cắm chi chít các bàn chông dựng ngược, họ sẽ đặt những ký hiệu có bẫy, báo cho bà con biết mà tránh lối. Khi thú sa xuống bẫy sẽ bị thương hoặc không thể leo khỏi hố được, nằm yên chờ bị bắt. Thường người ta hay bắt được hổ, bò tót và lợn lòi từ bẫy hầm. Ngoài ra có phương pháp bẫy tên, là một đoạn cây đóng thẳng ở ngã ba đường, phía trên kẹp một thân nứa đập dập hình mũi tên chỉ hướng có bẫy, hoặc ở bên lối đi vào rừng thì vít xuống một cành cây, treo lên đó một mũi tên và một cuộn dây thừng, họ tin rằng nếu hổ bị thương mà không trúng tim hay yếu huyệt nào đó thì hổ dù có sức mạnh cũng chỉ đeo tên chạy được vài quả đồi hay vài trăm mét sẽ chết.
Ở Việt Nam, một số thợ săn đào một cái hố sâu 4m, rộng mỗi chiều 2 mét, ngụy trang kỹ, ngay trên đường mà con hổ thường vào để bắt lợn, người ta cũng làm một cái hầm đất, cách cái hố bẫy khoảng 30m và thay nhau nằm chờ hổ sập bẫy hoặc dừng lại để rơi vào tầm ngắm của súng. Một số con hổ ở làng bản nhiều lần mò vào bắt chó ăn thịt nên bén mùi, người dân làm một nhà chòi chắc chắn tạo thành cái lồng có cửa sập, đêm xuống bắt một con chó treo trong đó để nó kêu dụ hổ vào. Người ta sẽ nấp chỗ an toàn rình canh hổ mò vào bắt chó, và sẽ giật dây cho cửa sập xuống, cột chặt lại, nhốt được hổ trong chòi, đồng thời chờ mấy ngày sau, con hổ đói lả nằm bẹp, dân làng kéo lên dùng giáo hạ sát nó. Một cách thức khác là bẫy bằng kẹp sắt, theo đó, thợ săn dùng cái bẫy để dụ con hổ vào tròng để bắt, đó là một khung gỗ gọi là chòi rộng 1m và dài khoảng 5m, bên trong có để một con chó làm mồi nhử, phía trên thì có lưới bao phủ. Khi hổ phát hiện nó sẽ nhảy vào bắt chó, khi tiến vào lập tức nó bị sập xuống bẫy và lưới sẽ phủ lên mình hổ khiến nó không thể chạy thoát.
Một trong những loại bẫy còn gọi là Chùa cọp. Người ta sẽ chặt cây làm Chùa cọp. Chùa cọp là một loại bẫy dùng để bắt sống những con hổ hung dữ, nó được làm bằng các cột chống là cây rừng có độ dẻo, rất bền chắc. Mỗi cây được đóng chéo vào cây kia, cứ thế đan nhau mà tạo thành một cái chuồng lớn, thường thì chiều dài của mỗi chùa là 4m, rộng 2m và cao khoảng 1,5 m. Trên mỗi Chùa Cọp có đặt những tảng đá lớn để Cọp khỏi hất tung Chùa. Trong quá trình làm bẫy chùa, những người còn lại trong phường săn sẽ chuẩn bị những dụng cụ cần thiết để săn cọp. Trong đó, dụng cụ không thể thiếu là lưới săn. Lưới bắt hổ được làm từ loại cây leo rất bền và chắc. Người ta sẽ dựng lưới vây quanh khu vực hổ đang ẩn náu. Vòng vây lưới chỉ chừa lại một lối duy nhất chính là chỗ những thợ săn tiến vào đối mặt với hổ. Ở cuối hướng chạy của hổ là lưới đơm được đóng vững, buộc cố định. Còn lại, lưới vây đều có thể di động khi vòng vây khép dần lại. Bên ngoài vòng vây phải có đội ngũ thợ săn cầm đinh ba, mác nhọn sẵn sàng chiến đấu khi hổ lao ra xé lưới hoặc nhảy qua lưới.
Người ta cũng dùng những biện pháp bẫy hổ, săn hổ bằng bẫy lưới, hổ vào bẫy ăn mồi, bẫy lưới sập xuống túm chặt, cách này khá đơn giản. Một cách bẫy hổ nữa mà người Vân Kiều hay dùng là bẫy vòng, người ta lợi dụng ngọn cây cao, cứng được vít cong xuống mặt đất và nối với một chiếc dây phanh làm thòng lọng. Khi hổ vào ăn con mồi, chạm lẫy, thòng lọng thít lại, cây bật lên, kéo hổ thẳng lên trời. Khi hổ đau đớn gầm rú, người dân kéo ra đâm chết, có con sập bẫy, chưa kêu thì đã chết như bị treo cổ, có những con khi chết thối mới có người đi thăm bẫy phát hiện ra. Ngoài ra có loại bẫy bằng kẹp sắt nặng đến gần 50 kg, theo tập tính, khi hổ bắt trâu, chúng thường ăn trước bộ lòng, sau đó đem giấu phần thịt ở một nơi kín rồi khi đói tới ăn, người dân sẽ theo dấu con hổ và đem bẫy đến đặt, thường thì bên cạnh xác con trâu đó và phát một luồng sáng nhỏ để chắc chắn hổ đi vào lối này, rồi đặt bẫy để hổ giẫm vào.
Người ta cũng dùng bộc phá vào những con mồi, chẳng hạn như con heo đã thối rữa, hổ rất thích ăn thịt thối nên nó hay quay lại ăn những chỗ thịt thừa. Thông thường khi bắt được một con heo thì hổ sẽ ăn hết đôi mông, bộ lòng con heo rồi giấu phần còn lại trong khe đá, kéo cành lá đắp kín để hôm sau ăn tiếp, khi bắt được con trâu hay con bò thì hổ thường xác con trâu trong một bụi rậm, nó sẽ phanh bụng trâu ra, moi ruột, dạ dày vung vãi khắp nơi, da thịt bị xé ra, thịt ở mông vai sẽ được ăn hết. Sau này người Vân Kiều ít bẫy được hổ vì hổ đã rất hiếm lại tinh khôn nhưng với thuốc nổ, người ta cứ đặt bộc phá vào con mồi, hổ đến ăn chắc chắn sẽ bị tiêu diệt. Ngoài ra, để bắt con cọp ba móng ở Đồng Nai hay ăn thịt người, bộ đội cũng dùng biện pháp cài lựu đạn vào xác nạn nhân mà con hổ này đang ăn dang dở và đã giết được con hổ này.
Đối với săn hổ Mãn Châu, người ta còn dùng phương pháp dùng cái bẫy dây đặt ở khu rừng, những cái bẫy này được những kẻ săn trộm cài đặt để bắt các động vật như thỏ, hươu, và hổ. Tháng 10 năm 2011, một con hổ Mãn Châu đã bị chết do dính bẫy dây thòng cổ được tìm thấy gần thành phố Mishan tỉnh Hắc Long Giang, sau đó một nhóm tình nguyện viên đã gỡ bỏ 162 cái bẫy giây để săn hổ Mãn Châu. Một cuộc khảo sát của WWF, trong môi trường sống của hổ Siberia ở Hắc Long Giang và Cát Lâm, trung bình 10 km2 lại có 1,6 cái bẫy. Ở Thái Lan, những kẻ săn trộm còn dùng mồi thịt tẩm thuốc độc chúng giết voi và tẩm độc vào voi để bẫy hổ. Những người thợ săn còn cho rằng con hổ khi trúng bẫy, dù bị vướng một chân vào dây thừng của bẫy nhưng nó hoàn toàn có thể giết người bởi móng vuốt và sức vóc to lớn của nó và những người không có nghề sẽ bị con hổ sát hại ngay.

### Dồn đuổi
Dùng các tiếng động, lửa, đông người dọa dẫm để xua đuổi hổ về vị trí đã định sẵn (thông thường có đặt bẫy), người ta sẽ dùng tiếng chiêng trống khua lên om sòm gây kinh hoàng cho hổ. Thông thường với cách này, người ta sẽ tổ chức thành từng đoàn, sử dụng tất cả những gì có thể gây tiếng động, từ trống, mõ đến thanh la, thùng nhằm làm cho hổ hoảng sợ, tổ chức nhiều phường săn đi lùng đuổi hổ. Những tiếng chiêng, tiếng trống âm vọng dồn dập hòa cùng tiếng phèng la rền rĩ, tiếng mỏ inh ỏi, khiến cho hổ trong vòng vây cuống cuồng tìm đường thoát thân, người ta đặt sẵn nhũng hàng rào cao đến 4-5 thước và khá chắc chắn khiến nó không nhảy qua được hàng rào cây, lúc này hổ chỉ biết gầm thét điên cuồng và tiếp tục chạy vòng quanh, trong khi vòng vây hàng rào được hàng trăm người bên ngoài nhích khép dần lại. Cuối cùng, hổ tự tra đầu vào chiếc thòng lọng bện bằng tre cật.

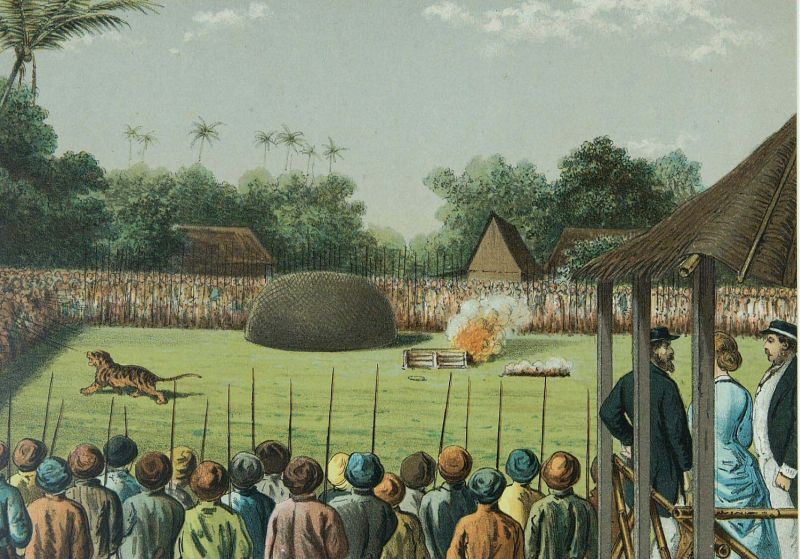
Tranh vẽ về một cảnh vây và dồn hổ

Để bắt hổ, người ta cũng sử dụng những tấm lưới đặc dụng, đó chỉ là tấm lưới mắt cáo được bện bằng dây gai rắn chắc, một cái cây có thòng lọng bện bằng tre cật và những cây giáo, cán mòn thín, cứng như thép nguội và được nhiều người sử dụng. Người dân đi làm rẫy phát hiện ngọn núi nào có hổ về ẩn nấp thì báo tin các đội săn kéo tới, phường săn chặt cây, dùng lưới gai vây bít những đoạn trống quanh quả núi có hổ, hổ sẽ bỏ đi nhưng thấy chặn đường, lưới vây là nó không dám thoát ra. Sau khi đã giữ được cọp lại, các thợ săn tiếp tục chặt mây và cây rừng buộc thành những tấm hàng rào chắc chắn cao đến bốn, năm thước. Khi hàng rào làm đủ vây quanh núi, nó được thay thế vòng vây lưới gai. Các thợ săn mang giáo, thòng lọng, chia nhau khép dần vòng vây hàng rào lại. Khi chỉ còn cách trung tâm hơn chục thước khi đã thấy rõ con hổ bên trong rào lồng lộn, gầm rú.
Hổ sẽ chạy vòng quanh lấy trớn để phóng qua hàng rào nhưng không thành, bên ngoài, các thợ săn vừa nhích khép hàng rào, vừa khua chiêng, đánh trống, tốp thì gõ mõ, đánh phèng la inh ỏi càng làm cho cọp sợ hãi, lồng lộn. Đến khi khép hàng rào lại chỉ còn cách trung tâm năm, bảy mét, các thợ săn tay cầm giáo chờ chực bên ngoài. Một số khác cầm cây có thắt thòng lọng bện tre cật đưa vào trong. Cứ thấy cọp chạy sát hàng rào, họ lập tức phóng mũi giáo vào nó. Bị mũi giáo thọc đau, con cọp càng phát hoảng, chạy vòng bất kể các vật cản trước mặt và thế là đưa đầu vào thòng lọng. Ngay lập tức, các thợ săn cầm thòng lọng lôi mạnh, ép hổ vào hàng rào để những người cầm giáo đâm tới tấp để giết chết.
Đối với việc đặt bẫy kiểu Chùa cọp. Khi mọi việc chuẩn bị và bố trí xong xuôi, người trưởng phường săn đánh một hồi chiêng trống, hô vang Vòng vây lưới hẹp dần, cho đến khi áp sát gần Chùa cọp đã được dựng sẵn. Chúa sơn lâm điên cuồng lao hết chỗ lưới này đến chỗ lưới khác hòng thoát thân và lao vào lưới cắn xé, những thợ săn cần phải tìm những điểm yếu của hổ để tấn công lại, người ta thường đâm vào mạng sườn, nơi duy nhất hổ để lộ ra khi tấn công con mồi, liên tục như thế nhiều lần đến khi hổ không còn lao tới nữa mà cứ chạy quanh vòng vây. Cuộc phong tỏa bằng lưới kéo dài hàng tuần lễ, sau nhiều ngày không được ăn uống, hổ mệt vì đói cuối cùng cũng lao đầu vào Chùa đã dựng chờ sẵn. Cửa Chùa lập tức sập xuống, từ trong Chùa cọp, hổ bị ép vào cái cũi bằng gỗ cứng gọi là rọ kẹp và bị bắt.

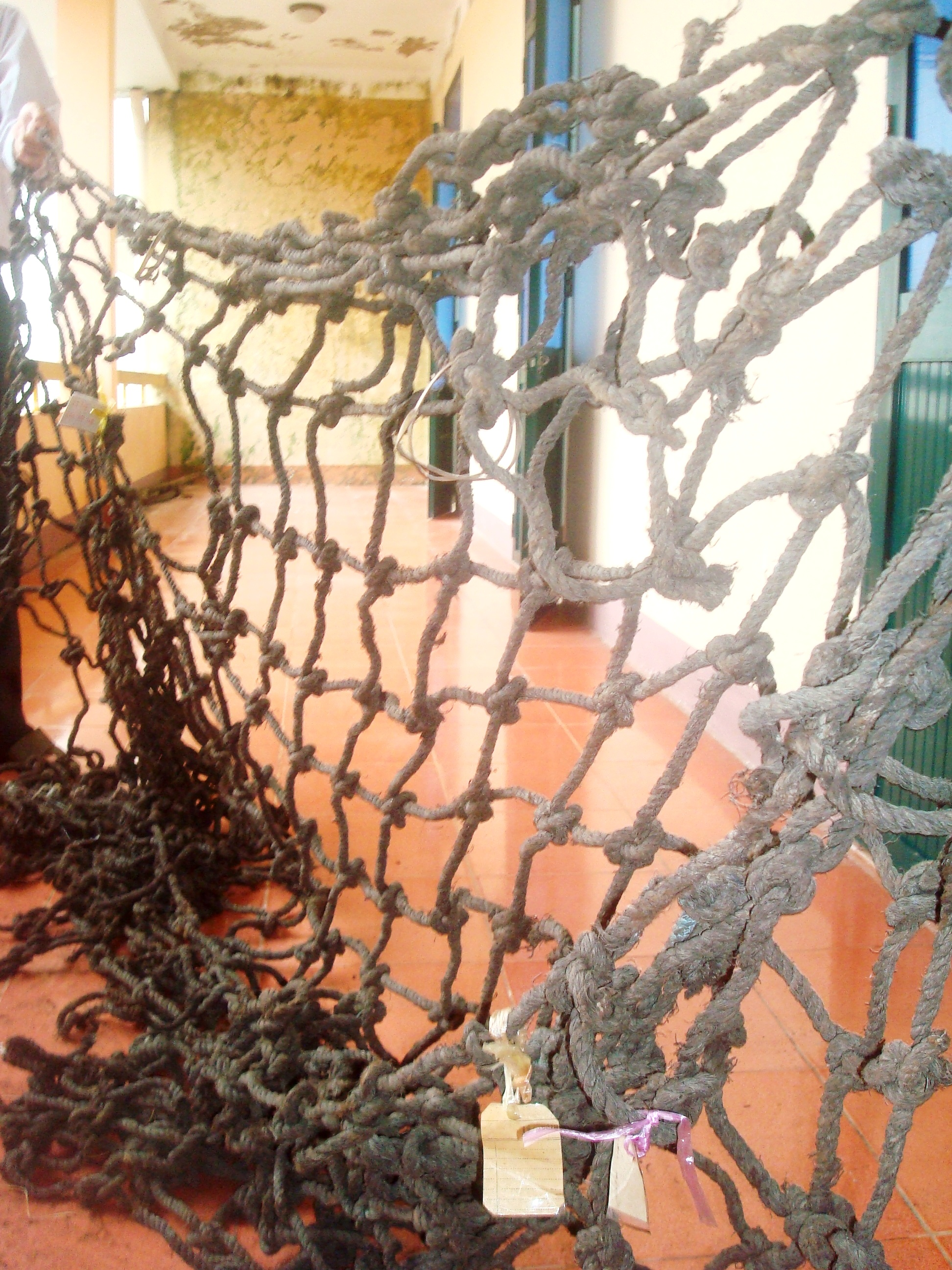
Lưới sót - vũ khí bắt cọp của người Thủy Ba

Chiến thuật dồn đuổi hổ để hổ chui đầu vào rọ hay vào lưới được người làng Thủy Ba áp dụng rất thuần thục và đây chính là kỹ năng của một cộng đồng nổi tiếng về săn hổ ở Việt Nam cũng như trên thế giới. Họ có một trận đồ đánh hổ rất hiệu quả, trận đồ là những vàng lưới, đội quân trai tráng cùng với những cây đinh ba, giáo mác, thanh niên trai tráng khỏe mạnh trong làng đều được tập trung vào những nhóm bắt cọp. Cách bắt hổ hiệu quả nhất là giăng ải. Ải là khu vực giăng lưới để bủa vây hổ. Lưới được bố trí theo hình cánh cung, có hai phần gồm phần cố định và phần di động. Phần lưới cố định luôn được 5-6 trai đinh canh giữ để khi thấy hổ xuất hiện thì báo cho người làng biết mà khép chặt vòng lưới di động. Trong xâu được chia thành từng nhóm nhỏ, nhóm đài, nhóm lưới, Mỗi nhóm bắt cọp được gọi là xâu, mỗi xâu có 12 người được trang bị giáo mác, đài, lưới, Mỗi nhóm từ 2 đến 4 người. Ngoài ra còn có 4 nữ thanh niên khỏe mạnh đi theo các xâu phục vụ hậu cần trong quá trình giăng ải. Những người còn lại cầm giáo mác, đánh chiêng, gõ mõ để xua cọp vào ải. Họ sẽ cử người có kinh nghiệm lần theo dấu vết, xác định vị trí hổ.
Lưới bắt hổ kết bằng một loại cây thân leo ở rừng già, to bằng bắp tay người lớn gọi là lưới sót, Lưới sót có chiều cao khoảng 3 m và chiều dài 25–30 m. Và mỗi lần vây bắt hổ phải cần đến 20-30 tay lưới sót. Cây leo được đập dập cho đến lúc nhũn, bóc bỏ lớp vỏ ngoài và nấu bằng lửa than. Việc kết lưới rất công phu, sau vài tháng trời mới xong một tay lưới, với chiều dài 15-20m, cao 4-5m, ô lưới rộng 10 cm một số nơi khác, có đài là cọc chống thường làm bằng gỗ hoặc tre già cao khoảng 12 mét để dựng lưới. Lưới được bện (dệt) từ vỏ cây sót. Bóc vỏ cây sót về, dùng chày gỗ đập nát rồi ngâm vào nước vôi chừng vài tuần, bột gỗ rửa hết chỉ còn trơ lại sợi. Sợi cây sót có độ bền và không bị mục nát. Mắt lưới rộng khoảng 20 phân, mỗi tay lưới rộng 8 mét, cao 3,5 mét. Sau khi đã hoàn thành việc bủa lưới bao vây, đội quân bắt hổ được bố trí vào những vị trí chiến đấu, sau đó họ sẽ chọn ra những thợ săn tinh tường đóng vai trò nhạc trưởng, là người có khả năng nhìn bao quát được địa hình và phán đoán chính xác sự di chuyển của con hổ. Sau khi phát lệnh tấn công, họ còn đảm nhận nhiệm vụ khép các gốc lưới và tiên phong vào đè cổ, đè bụng, trói mồm con hổ.
Người ta bủa một vòng lưới như thường lệ, phải bủa tới 3 vòng lưới nhỏ dần ở khu rừng, toàn bộ số người tham gia bắt hổ với đinh ba, giáo mác sẵn sàng trong tay, nằm in ở vòng ngoài cùng. Bên cạnh, 3 người đứng trên 3 chòi canh cao, theo dõi con hổ cho tới khi nó đụng lưới chạy vào vòng trung tâm. Lúc này, người chỉ huy phát lệnh, mọi người hò reo, hổ hoảng hốt nhảy ra ngoài. Tiếng người hò reo, chiêng trống liên hồi, giục giã, các tay lưới ép sát, giáo mác tua tủa ở vòng ngoài. Hổ dần bị khép dồn vào một cái bẫy gỗ bên ngoài được bao bọc bằng lưới gọi là kẹp rọ. Cùng đường, hổ phải nhảy vọt vào kẹp rọ và bị hai gọng kiềng của bẫy sập kín lại. Nếu hổ không vào rọ thì có phương án phần lưới cố định được trai đinh nhổ néo lên, áp chặt con hổ lại. Vòng vây cứ khép dần, dồn con hổ về phía trung tâm lưới cho đến khi nhìn thấy thân hình vằn vện hung dữ của con hổ lồng lộn giữa đám cây rừng. Khi con hổ nhào lên phần lưới, trai đinh với đinh ba, giáo mác trên tay chờ con hổ lao lên lưới là đâm thẳng vào yết hầu, vào thân thể hổ đến khi hổ kiệt sức. Khi con hổ thương tích đầy mình nằm im không còn sức kháng cự nữa thì lưới bắt đầu được hạ xuống và trai đinh làng Thủy Ba lao vào trói chặt con hổ lại.

### Động vật

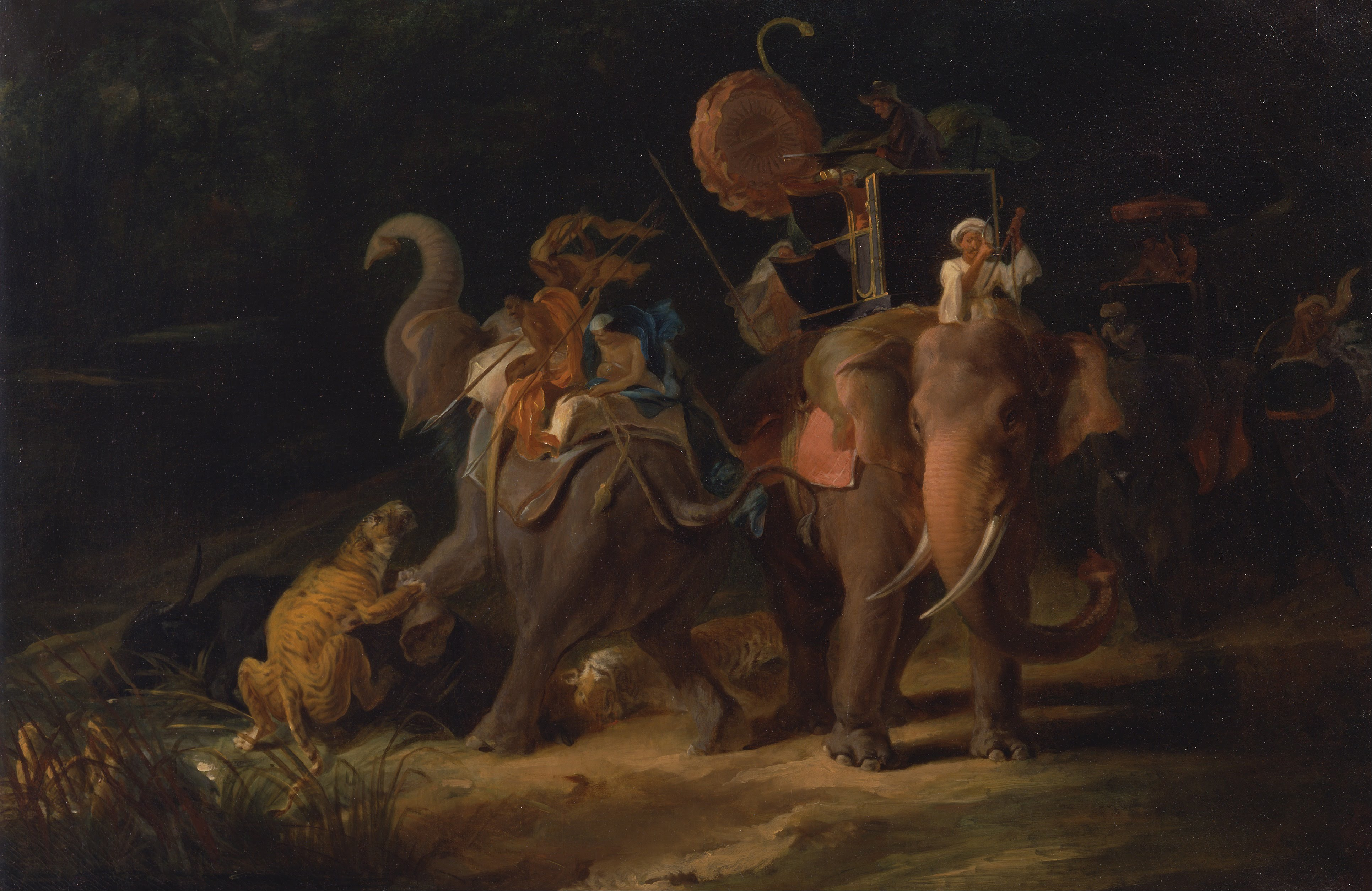
Họa phẩm về một cảnh săn hổ bằng voi ở Đông Ấn Độ

Săn hổ bằng voi là một cách săn hổ khá an toàn và rầm rộ nhưng vô cùng tốn kém. Để tổ chức được một cuộc săn bắt có quy mô khá lớn bằng voi như trên, những người tổ chức phải có mối liên hệ với các dân tộc bản địa. Cách này thường được tiến hành ở Ấn Độ, Tây Nguyên...sau khi thỏa thuận các tay thợ săn chịu trách nhiệm điều hành cuộc săn sẽ thuê người dân tộc và voi của họ với giá cao. Mỗi cuộc săn hổ bằng họ thường thuê sử dụng 10 con voi thuần chủng và hơn 20 người dân tộc bản địa. Sau đó, người ta sẽ cử người vào rừng thám thính những nơi hổ thường xuyên xuất hiện để chắc chắn rằng cuộc săn hổ vào ban ngày sẽ thành công.
Sau khâu chuẩn bị, các tay súng cùng khách hàng sẽ được quản tượng cho cưỡi voi, kéo vào rừng. Những người dân tộc bản địa chia thành từng tốp mang theo vũ khí, thanh la, chiêng trống. Đến khu vực đã được báo trước có hổ, đoàn người sẽ bao vây khu vực, nổi chiêng trống, thanh la, đánh động hổ thức giấc. Họ cố tạo nhiều tiếng động để con mồi tháo chạy tứ phía, vòng vây gồm người, voi, chiêng trống, thanh la, lao, xà gạc, cung, nỏ xiết chặt dần và sau đó những người ở trên lưng voi dùng súng hạ sát hổ. Những cách săn hổ như trên chỉ mang tính giải trí và dần lui vào lãng quên bởi chi phí cho mỗi lần tổ chức khá lớn.
Sử dụng chó săn để săn hổ theo phương pháp này thì người ta phải huấn luyện một bầy chó săn thuần thục, đặc biệt là khi săn hổ trong rừng taiga. Khi gặp phải con hổ, những con chó sẽ bắt đầu sủa dữ dội, đồng thời cầm chân con hổ bằng việc bu vào cắn vào phía chân sau hoặc mông của con hổ. Con hổ buộc phải quay lại đối đầu. Khi con hổ cuối cùng bị dồn ép và những con chó thường sẽ làm cho tiếng sủa chói tai làm cho con hổ trở nên cực kỳ căng thẳng. Một nửa trong số các con chó sẽ tiếp tục bao quanh con hổ, trong khi những con chó khác được nghỉ ngơi. Mặc dù con hổ có sức mạnh rất gê gớm những con hổ thường không trụ vững trước những con chó trừ khi nó bị dồn ép và nhiều khi phải tháo chạy, điều này liên tưởng đến việc vây đánh hổ của những con sói lửa.
Người Sán Dìu khi đi săn hổ cũng đen theo những con chó để hỗ trợ và nếu nhà nào có đem theo chó săn thì sẽ được thưởng phần thịt hổ khi săn được. Ở Nga, người ta còn dùng chó truy tìm hổ, họ chọn giống chó săn tại Đức, sau khi được đào tạo tại Nga để chuyên đánh hơi phát hiện phân hổ, một con chó nghiệp vụ được đưa tới Campuchia để tìm kiếm dấu vết của hổ tại khu bảo tồn, chúng sẽ kiếm phân hổ tại khu bảo tồn đa dạng sinh học Seima. Tuy nhiên, các giống chó săn nội địa ở Việt Nam cũng giống như giống chó nhà rất sợ hổ, khi thấy có khí của hổ trong bán kính gần 1 km, giống chó săn cũng không có con nào dám đến gần những con chó săn khi đánh hơi thấy hổ là đã không dám đánh hơi tiếp nữa mà cứ quanh quẩn bên con người nhất là ở Miền Tây sông nước, khi đang đi rừng mà thấy đàn chó săn cụp đuôi, sợ sệt co cụm lại là dấu hiệu nhận biết con hổ đang ở gần và họ chọn giải pháp là lùa bọn chó xuống xuồng và rời khu vực đó.
Một phương pháp khác là sử dụng ngựa chiến để săn hổ. Ngựa chiến được sử dụng bởi các sĩ quan kỵ binh trong thế kỷ thứ 17 ở Ấn Độ dưới triều đại của những người cai trị từ Mông Cổ, những kỵ binh dũng mãnh thiện chiến sau khi đuổi theo những con hổ cho đến khi nó kiệt sức, các kỵ sĩ sẽ phi nước đại xung quanh những con hổ tạo thành một vòng tròn và đường kính ngày càng xiết lại, vòng vây ngày càng khép chặt, và sau đó họ sẽ thúc ngựa lao lên rạp người và giết chết con hổ với một nhát chém.

## Chiến lợi phẩm
Nhiều người Trung Quốc vẫn luôn tin rằng nhiều bộ phận của con hổ có tác dụng trong y học, bao gồm các tác dụng giảm đau và kích dục. Không có bất cứ một bằng chứng khoa học nào chứng minh điều này. Việc sử dụng các bộ phận của hổ trong y học đã bị cấm ở Trung Quốc, và chính phủ đã liệt một số tội liên quan đến việc săn trộm hổ vào loại có thể bị xử tử hình. Hơn nữa, tất cả việc buôn bán các bộ phận của hổ đều là trái phép dưới công ước về việc buôn bán quốc tế các loài động thực vật hoang dã và việc bán trong nước cũng đã bị cấm ở Trung Quốc năm 1993.
Trong Đông y, xương hổ và gần như tất cả các bộ phận cơ thể hổ được sử dụng trong y học cổ truyền Trung Quốc cho một phạm vi sử dụng có mục đích, bao gồm thuốc giảm đau. Các bộ phận của hổ được sử dụng trong thuốc Đông Á truyền thống, đặc biệt là trong y học cổ truyền Trung Quốc nơi mà nhiều người tin rằng các bộ phận hổ có nhiều dược tính. Khi giá lông hổ được bán rất cao trên thị trường chợ đen và việc phá hủy môi trường sống, nạn săn trộm dùng cho y học đã làm rất nhiều quần thể hổ giảm trong tự nhiên. Một thế kỷ trước, người ta ước tính có hơn 100.000 con hổ trên thế giới, bây giờ, con số toàn cầu có thể được dưới 2.500 cá thể hổ được nuôi nhốt trưởng thành.

### Pín hổ
Bên cạnh đó, theo quan niệm của nhiều người thì hổ, loài vật đã đi vào huyền thoại về sức mạnh tình dục với biểu tượng là chiếc pín hổ (tức dương vật của con hổ) mặc dù trên thực thế khả năng sinh dục của hổ cũng chỉ ở mức bình thường. Nhiều người Việt Nam hay người Trung Quốc vẫn rất tin vào công dụng của những sản phẩm làm từ động vật hoang dã, ăn gì bổ nấy, con gì càng khỏe, càng quý hiếm thì càng tốt và do hổ là con vật khỏe hàng đầu nên pín hổ được săn lùng ráo riết. Ngẩu pín vừa được ngâm rượu, vừa được chế biến làm món ăn.. Trên thị trường thì pín hổ có giá mỗi cái khoảng 1 đến 1,5 triệu đồng hoặc lên đến 1,7 triệu/cái và pín hổ cũng được bày bán nhiều trong các phiên hội chợ diễn ra ở các tỉnh lẻ. Ở Campuchia, sau khi săn được hổ, người Campuchia lấy xương thịt nấu cao, nanh đánh bóng bán làm vật trừ tà, còn pín được lóc ra, đem sấy hoặc phơi khô.

### Thịt hổ
Một trong những lý do một số người dân săn hổ là muốn ăn thịt hổ. Người Pa Kô, Vân Kiều ở Quảng Trị chuyên săn hổ giết thịt, nấu cao cứ như bắt mèo. Người ta quan niệm rằng sức khoẻ tốt, chân khỏe, mắt sáng, đi rừng không mệt là vì ăn nhiều thịt hổ, thợ săn khi bẫy được hổ thì xẻ thịt chia đều cho cả bản. khi bắt được hổ rồi, thợ săn sẽ chặt cây xâu cả con hổ treo lên nướng, rồi cùng cả bản xẻo thịt ăn. Giống thịt hổ phải tẩm ướp nhiều loại gia vị mới ăn được, nêu không sẽ hôi, tanh và ngái, khó ăn. Mấy thập kỷ trước, ở Hướng Hóa hổ nhiều đến nỗi người Vân Kiều ở Pa Nang ăn chán, xương hổ đầy suối Sê Pôn. Người Sán Dìu thường đi săn thú rừng nói chung và săn Hổ nói riêng lấy thịt để cải thiện bữa ăn trong gia đình. Món thịt Hổ cũng được người Sán Dìu coi là món đặc sản, đặc biệt là kiểu chế biến món ăn thịt Hổ kiến đốt.
Thịt Hổ mới mổ còn nóng, cắt từng miếng khoảng một kg treo ngay vào các tổ kiến trên cành cây rừng để kiến bâu kín vào miếng thịt nóng, những miếng thịt đó lại rất thơm ngon và không bị ôi thiu, mỗi miếng thịt đem treo vào tổ mỗi loài kiến khác nhau sẽ có nhiều hương vị khác nhau, sau đó các miếng thịt đem về dội qua nước muối loãng cho sạch bụi bẩn, để ráo nước rồi đem thui trên bếp than hồng cho chín tái, thái miếng mỏng bày ra đĩa từng loại để nhắm rượu. Thịt Hổ kiến đốt không chỉ dễ tiêu hoá mà còn là vị thuốc chữa bệnh thần kinh hoặc bệnh thấp khớp bởi nọc kiến cũng là một vị thuốc quý trong Đông y.
Ngày nay, ở Việt Nam còn xuất hiện món thịt hổ khô có xuất xứ từ Trung Quốc, tại các hàng quán bán quà vặt trước cổng một số trường học, đây là một thứ quà lạ có nhãn mác bắt mắt giá chỉ khoảng 3.000 đồng/gói, Trên bao bì có in hình con hổ, nhãn mác đều ghi bằng chữ Trung Quốc tạm dịch là Khô hổ thịt, trong mỗi túi có chừng gần chục miếng thịt nhỏ chừng ngón tay cái màu nâu xậm được tẩm ướt gia vị, miếng thịt hơi dính, bốc mùi khá khó chịu. Khi ăn, miếng thịt khô có vị mặn, ngọt, chua, cay và rất dai. Khi đốt trên ngọn lửa, miếng thịt cháy nhanh, nhưng không có mỡ chảy ra, khói bốc lên cũng không giống mùi thịt mà lại rất giống với mùi gỗ cháy, người ăn tin rằng khi ăn thịt khô hổ sẽ chống được buồn ngủ, lại có sức khỏe Có ý kiến cho rằng nó được làm từ bột mỳ, thịt lợn, hàn the và hoá chất tạo hương liệu Cụ thể, sau khi mua thịt lợn nạc, người ta sẽ phân loại thịt để làm thịt bò khô dạng sợi, hay thịt hổ khô dạng miếng theo độ lớn nhỏ và dày mỏng của miếng thịt. Công đoạn tiếp theo là ướp hàn the để thịt có độ tươi và săn, cho nhiều hàn the thì thịt heo sẽ săn chắc gần như thịt bò. Rồi công nghệ làm màu, làm dai, tạo bột được trộn với hóa chất.

### Sản phẩm khác
Trong quan niệm đời sống về con hổ, người ta đánh giá rất cao công dụng của xương hổ và loại thuốc trứ danh Cao hổ cốt, theo đó Cao hổ cốt có thể làm thay đổi chất lượng sức khỏe con người, cứu bệnh hiểm nghèo, giúp bệnh ung thư, cứu người hậu sản... do đó cao hổ, móng hổ, da hổ, nanh hổ và cả pín hổ vẫn được săn lùng ráo riết, người ta giết mổ hổ như bò, lợn, gà vịt, sản phẩm của hổ như da làm thảm, răng và vuốt để làm trang sức.
Người ta thường làm chiếc vuốt hổ, hoặc răng hổ bịt vàng bạc hoặc chiếc vuốt làm bằng sứ, kim loại cho trẻ con đeo để trừ tà ma, hoặc người lớn cũng đeo cho đẹp và tỏ ra oai vệ, người Campuchia khi giết hổ thường lấy nanh hổ đánh bóng bán làm vật trừ tà Xương hổ nếu được dùng để gối đầu thì ngủ yên không chiêm bao thấy những sự ghê sợ, hoặc treo lên giữa cửa nhà sẽ trừ được ma quỷ. Có giả thuyết cho rằng, râu cọp (hổ tu) cũng là một trong những thành phần chủ yếu của trò chơi ngải của các thầy phù thủy ma giáo đồng thời còn đó là quan niệm của một số người cho rằng râu hổ cắm vào búp măng tre có thể chế thành ma thuốc độc hại người để làm giàu những người thợ săn sau mỗi lần hạ được hổ thì việc đầu tiên họ cần làm là đốt đuốc thiêu rụi hoàn toàn bộ râu hổ đi.

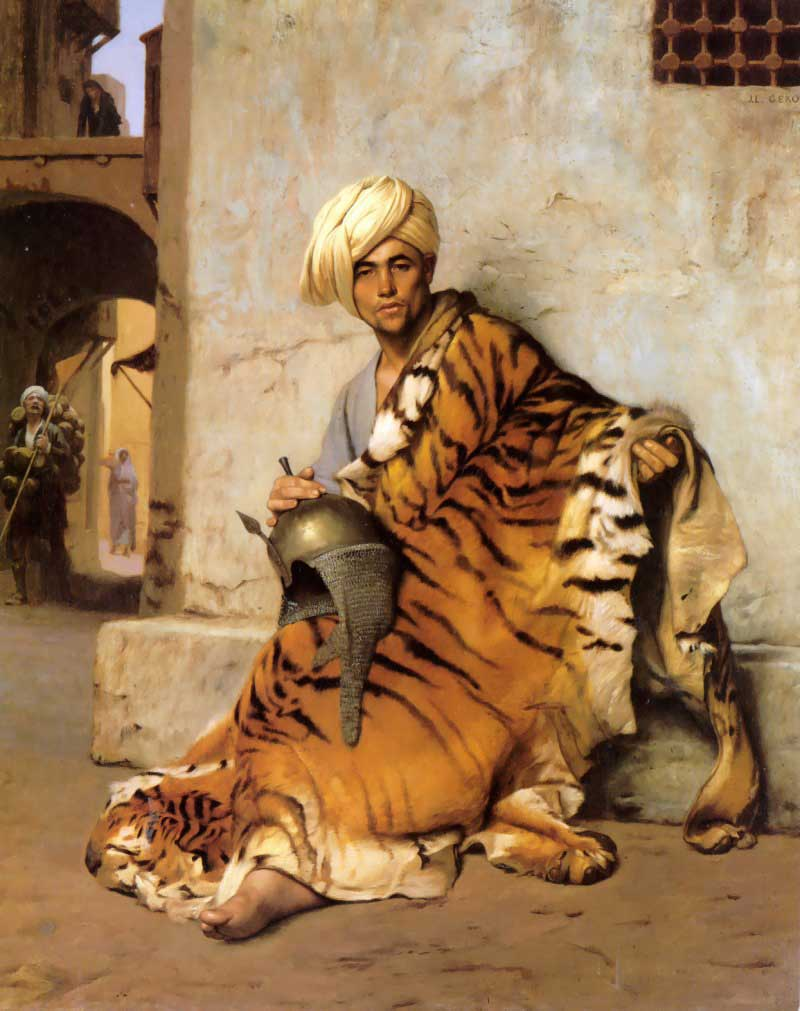
Một bộ da hổ

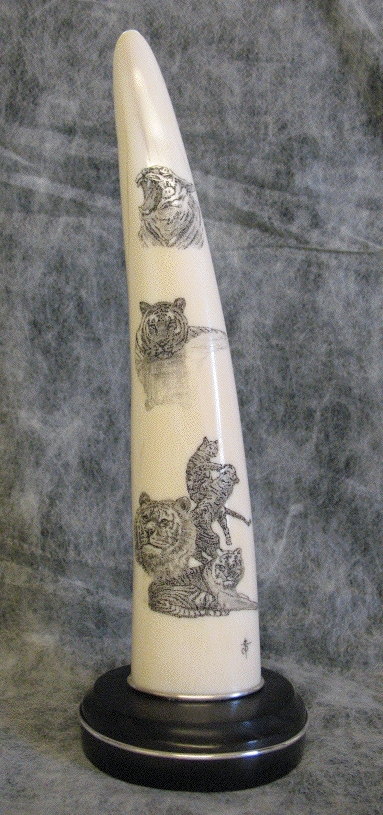
Một chiếc nanh hổ, người ta tin rằng đeo nanh hổ thì có thể trừ được tà ma

Một số câu chuyện về công dụng của những bộ phận trên người hổ:
- Bộ da Hổ đem phơi khô, nhồi trấu vừa làm vật trang trí trong nhà, vừa làm bùa hộ mệnh là dáng hình và linh hồn con Hổ còn quanh quẩn, vừa để bảo vệ mọi người may mắn về sức khoẻ và an toàn cho các thành viên trong gia đình, ít khi gặp ốm đau và bệnh tật.
- Xương của hổ nấu thành cao hổ hay còn gọi là cao hổ cốt, một cực phẩm quý hiếm.[64]
- Đuôi của hổ đôi khi được xay và trộn với xà phòng để tạo ra một thuốc mỡ để sử dụng trong điều trị ung thư da.
- Những bộ xương được tìm thấy trong các chóp đuôi của con hổ được cho là có thể xua đuổi ma quỷ.
- Nghiền xương hổ thêm vào rượu vang phục vụ như một loại thuốc bổ ở Đài Loan
- Bàn chân của một con hổ đặc biệt là móng vuốt, khi nhúng trong dầu cọ và được treo ở phía trước của một cửa, được cho là có thể ngăn chặn linh hồn ma quỷ xâm nhập vào nhà và có thể xua đuổi tà ma.
- Da hổ ngoài việc trang trí thì được cho là chữa sốt gây ra bởi bóng ma. Để sử dụng nó một cách hiệu quả, người sử dụng phải ngồi trên da của con hổ, nhưng nếu ngồi quá lâu trên da của con hổ thì cp1 truyền thuyết nói rằng người đó sẽ trở thành một con hổ.
- Thêm mật ong để sỏi mật và áp dụng kết hợp với bàn tay và bàn chân được cho là điều trị áp xe một cách hiệu quả.
- Râu của hổ khi đốt cháy cho là có thể chữa trị rết cắn.
- Trộn não của một con hổ với dầu cọ xát hỗn hợp trên cơ thể là một cách chữa bị mụn trứng cá.
- Cán nhãn cầu vào thuốc là một biện pháp khắc phục cho chứng co giật.
- Râu hổ (hổ tu) được sử dụng để chữa bệnh đau răng.
- Đeo móng của một con hổ như một mảnh đồ trang sức hoặc mang một trong túi sẽ giúp người ta vững tin và tránh việc thất thần.
- Khi ăn trái tim của con hổ thì người ta nói sẽ nhân lê sức mạnh, khôn ngoan và can đảm.
- Xương sườn của một con hổ được coi là một lá bùa may mắn.
- Pín hổ được cho là một loại thuốc kích thích tình dục.
- Xương nhỏ trong chân của một con hổ đeo vào vòng xuyến ở cổ tay của một đứa trẻ được cho là một cách chữa bệnh co giật.
- Hổ con còn được dùng để ngâm rượu làm thuốc[65]

## Thực trạng
Những giá trị, lợi ích kinh tế từ hổ và các sản phẩm từ hổ như: cao hổ cốt, bộ da hổ, pín hổ, móng, vuốt hổ đã khiến nhiều người nhìn nhận hổ như là một đối tượng kinh doanh, săn bắt, nuôi nhốt. Tại Việt Nam, hổ bị buôn bán trái phép chủ yếu sử dụng trong các loại sản phẩm được cho là thuốc như cao hổ cốt, rượu hổ cốt. Ngoài ra, thịt, da của chúng được dùng để trưng bày hoặc làm thành các sản phẩm lưu niệm, Việt Nam vẫn là điểm nóng buôn bán hổ từ các quốc gia Đông Nam Á sang Trung Quốc, đồng thời để phục vụ nhu cầu trong nước. Tại thị trường chợ đen giá 2,5 - 3 triệu đồng/kg hổ, còn giá cao hổ cốt lên tới 7 - 8 triệu đồng/lạng.

### Nuôi nhốt

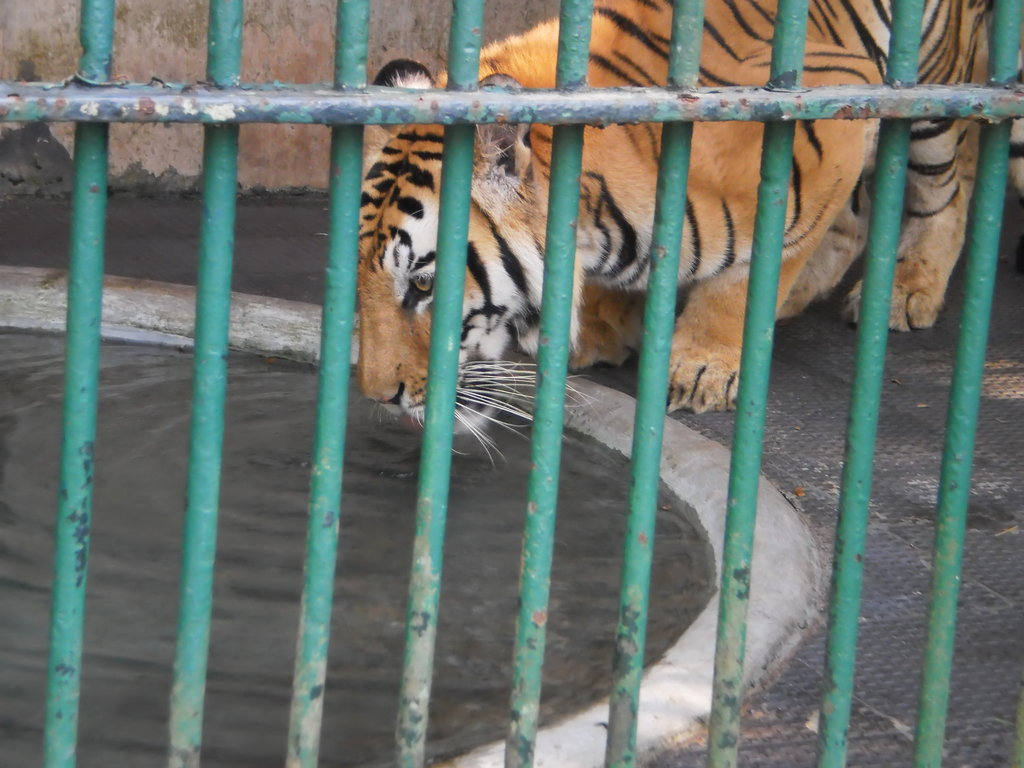
Một con hổ được nuôi nhốt, hổ nuôi tỏ ra hiền lành hơn nhiều so với đồng loại của chúng ở tự nhiên

Số lượng hổ giảm nhanh chóng, cả nước Việt Nam ước chừng 200 con hổ hoang dã và 95 con trong các vườn thú, trại chăn nuôi. Bình Dương đang có nhiều nhất với một số chủ doanh nghiệp tỉnh này nuôi tổng cộng tới 63 con hổ trong đó có 3 chủ nuôi gồm một người nuôi 23 con, hai người còn lại mỗi người nuôi 09 con, chính quyền từng định tịch thu toàn bộ số hổ đang nuôi nhốt bất hợp pháp, giao cho tổ chức có chức năng nuôi nhằm bảo tồn nhưng gặp phải sự phản đối, nhiều người dân cho rằng nên để các chủ cơ sở được tiếp tục nuôi hổ vì mục đích bảo tồn. Tại Nam Phi, một thương gia đã mua hổ Bengal nặng 150 kg được đặt tên là Enzo về thay chó trông nhà. Enzo tỏ ra khá hòa hợp với ba con chó khác của ông bà chủ. Mỗi ngày nó ăn khoảng 4 kg thịt.
Ngoài ra ở Thanh Hóa hiện nay còn có trang trại nuôi dưỡng 11 cá thể hổ trưởng thành, con to nhất nặng trên 150 kg (Thức ăn của hổ chủ yếu là thịt lợn, thịt gà. Trung bình mỗi ngày hổ ăn hết khoảng 5 kg thịt lợn, thị gà). Ngoài ra, tại Khu du lịch Đại Nam còn có nuôi một số cá thể hổ Đông Dương. Bên cạnh đó, còn phát hiện được bốn con hổ trưởng thành tại điểm nuôi nhốt hổ trái phép tại xã Đô Thành (huyện Yên Thành, Nghệ An) trong căn phòng chưa đầy 15m² của một hộ dân, có tới bốn con hổ một phát hiện khác cho thấy còn có khoảng trên chục hộ cũng làm nghề này trong đó chính quyền đã bắt và xử lý 02 cá thể hổ để đưa về Khu Du lịch sinh thái trại bò ở xã Diễn Lâm (Diễn Châu). Nơi đó, hiện đang nuôi hàng chục cá thể hổ và nhiều động vật hoang dã khác.
Tại một số quốc gia châu Á thì hổ chính là nạn nhân lớn nhất của hoạt động buôn bán động vật hoang dã. Xương hổ để nấu cao, da làm thảm, răng và vuốt để làm trang sức. Trong các giao dịch tham nhũng, rõ ràng tặng hổ vẫn được coi là tốt hơn mang tiền mặt. Việc săn bắt hổ quá mức làm cho hổ trở nên khan hiếm trong khi nhu cầu ngày càng tăng, mặt khác những quy định pháp luật bảo vệ hổ ngày càng nghiêm ngặt, những nỗ lực bảo vệ và bảo tồn hổ hoang dã được chú trong cho nên nhiều đối tượng kinh doanh chuyển sang việc nuôi nhốt hổ để giết mổ, lấy các sản phẩm từ hổ để mua bán, kinh doanh. Cho đến nay, vẫn tồn tại những trại chăn nuôi hổ để thu lội nhuận. Ước tính rằng có khoảng từ 5.000 đến 10.000 con được thuần hoá một phần và đang được nuôi nhốt trong các trại hổ hiện nay. Tại Trung Quốc, nhu cầu đối với hổ lớn đến mức chúng được nuôi trong trang trại như nuôi gà, các trang trại nuôi hổ ở Trung Quốc rất lớn, với hàng ngàn con hổ bị nhốt, nuôi lấy giống và giết thịt như nuôi gà.

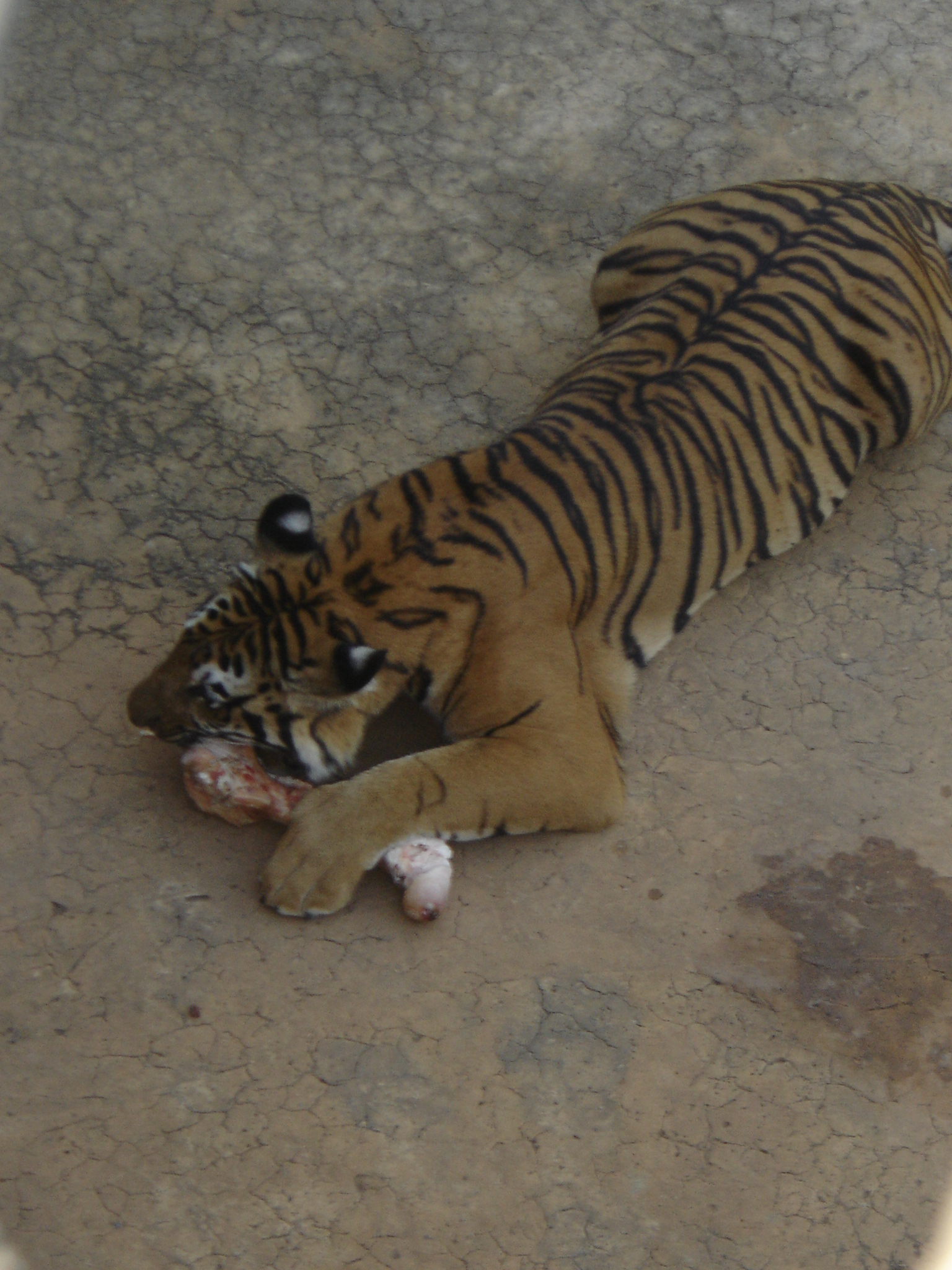
Trong điều kiện nuôi nhốt, mỗi ngày hổ ăn hết 4-5kg thị, chủ yếu là được cho ăn thịt heo, thịt gà và các loại xương heo, chân gà, cánh gà

Tại Tà Khẹc, Lào có một trang trại nuôi hổ lớn nhất Đông Nam Á, và là nguồn cung cấp hổ cho thị trường Việt Nam, Trung Quốc đó là Trại Muang Thong. Trong số 700 con, khoảng 100 con đẻ tại trại. Còn lại từ Malaisia, Thái Lan, Myanma chuyển qua. Người nuôi dùng thuật ngữ chung (thuật ngữ của dân nuôi hổ, ngụ ý đang trong quá trình phối giống) tiền hổ giờ cũng vào khoảng 7 - 7,5 triệu USD, mỗi ngày cả trại phải mua khoảng 30 triệu tiền thịt gà cho hổ ăn. Mỗi con hổ trưởng thành ăn khoảng 4–5 kg thịt gà/ngày. Giá một kg hổ trên 1 tạ, bán ngay tại trại Muang Thong ở Lào hiện là 4.700 Bath (tiền Thái Lan, tương đương khoảng 140 USD). Loại dưới 1 tạ mua nấu cao thì không đến, chỉ khoảng 4.300 bath/kg. Giá hổ móc hàm (làm sạch lòng và nội tạng) là 3,3 triệu/kg, giao tận nơi (Nghệ An, Hà Tĩnh, Quảng Bình), nếu giao hàng ở Hà Nội, giá là 4 triệu. Con 1 tạ rưỡi thì khoảng 11 kg lòng và nội tạng, được 15-16 cân xương tươi, nếu hổ đẻ 3 lần rồi thì có khoảng khoảng 12 – 13 kg lòng. Móc hàm khoảng gần tạ rưỡi. Hổ già, xương mới tốt, hổ 3 - 4 năm thì xương không nặng.
Trong khi đó ở Việt Nam, người ta nuôi hổ như nuôi lợn. Những con hổ được nuôi nhốt tỏ ra khá hiền lành so với đồng loại của nó trong tự nhiên. Người lạ mặt có thể đùa, thậm chí nhổ râu. Không có duyên không nuôi được con hổ và khi nuôi thì không được chọc phá chúng, không thì khó giữ tính mạng, hổ thuần nuôi từ nhỏ, khá hiền lành nhưng do mức độ nguy hiểm cao nên chẳng ai trong nhà dám đi một mình vào trong chuồng. Lợi nhuận của việc nuôi hổ rất lớn, tiền lãi từ nuôi hổ cũng tuỳ vào từng người nuôi, mỗi năm hổ nuôi sẽ đạt được 1 tạ, kém nuôi thì chỉ tăng được 7-8 yến. Khi xuất chuồng, trừ chi phí ra mỗi con cũng lãi được mấy trăm triệu

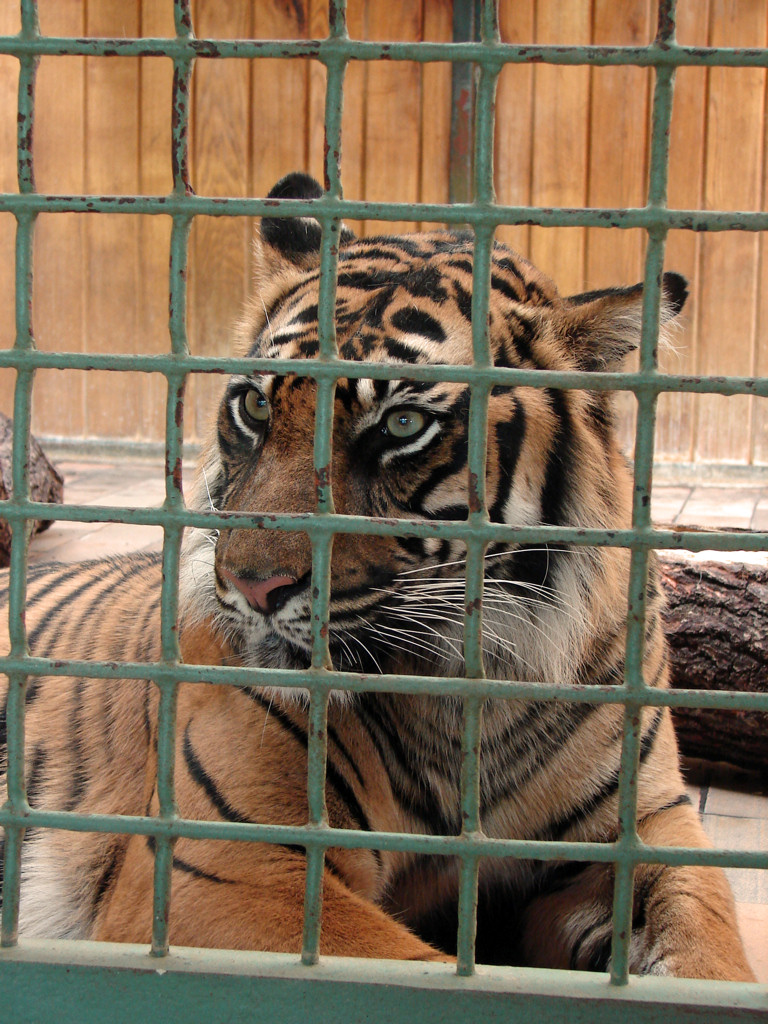
Một cá thể hổ đang được nuôi nhốt

Ở Nghệ An có 4 cá thể hổ trưởng thành được nuôi nhốt trong căn phòng chưa đầy 15m2 và sắp xuất chuồng, Khi xuất chuồng thì buộc phải bắn thuốc mê rồi vận chuyển vào ban đêm. Việc nuôi hổ của nhiều người dân trong xã chỉ như là một mô hình tăng gia sản xuất, như nuôi con lợn trong gia đình mang lại hàng trăm triệu mỗi năm cho gia đình, cả xóm nuôi hổ, có nhà nuôi cả đàn. Khi mới mua về thì mới chỉ 3 kg, sau hơn 1 năm chăm bẵm, hiện, con hổ đực lớn nhất đã đạt trọng lượng 1,7 tạ, con nhỏ nhất cũng đã được 1,3 tạ. Tại đây, nếu mua hổ sống loại nào cũng có, nhiều nhất là hổ trưởng thành trên 100 kg, giá mỗi kg là 4,5 - 5triệu đồng/kg, bao gồm tiền chi phí cả vận chuyển, muốn mua hổ giống từ 3–5 kg thì cũng có, nhưng phải đặt hàng. Loại hổ này thường mua về để nuôi nên giá rất đắt, từ 150 đến 180 triệu một con hổ giống. Giá mỗi con hổ giống từ 3–5 kg khoảng 180 triệu. Những con hổ lớn hơn thì lại có giá rẻ hơn vì khó nuôi hơn. Giai đoạn từ 5 kg đến dưới 30 kg thì hổ dễ chết nhất vì mới nuôi, sức đề kháng còn yếu. Con nào nuôi lên quá 30 kg thì gần như ổn.
Rủi ro trong nghề nuôi hổ rất lớn, có thể mất hàng trăm triệu bất cứ lúc nào, nếu hổ ốm đau mà không biết cách chăm sóc, Ngoài việc nuôi dạy chúng, những người nuôi hổ phải chăm hổ như bảo mẫu chăm con, và biết chữa khi ốm đau bệnh tật, nguy hiểm nhất là bệnh đi ngoài ra phân trắng, khi đó thì hổ coi như hết phương cứu chữa và chỉ còn cách chuẩn bị đá để ướp xác hổ rồi tìm cách bán. Hổ dưới 3 kg chết khá nhiều nên nguồn hàng hổ con đông đá dành cho khách có nhu cầu ngâm rượu. Mỗi con hổ giống có giá vài trăm triệu khi chết đi, đông đá thì chỉ bán được từ 20 đến 30 triệu đồng. Hổ là loài vật rất phàm ăn. Mỗi tháng hết khoảng 6 triệu tiền thức ăn. Chủ yếu là thịt bò, lợn, gà, đến giai đoạn hổ trưởng thành thì chi phí thức ăn sẽ giảm đi vì lúc này chỉ mua các loại đầu, chân, cánh gà, trung bình mỗi tháng một con tăng được 5 kg. Đầu, chân, cánh gà là thực phẩm chính để nuôi hổ trong giai đoạn trưởng thành.

### Vận chuyển
Thái Lan được xem là một trong những trạm trung chuyển về nạn buôn lậu hổ. Các khu chợ đen dọc theo biên giới các quốc gia Myanmar - Thái Lan và Myanmar - Trung Quốc là cửa ngõ chết của loài hổ và các loài mèo lớn khác bởi nạn buôn bán bất hợp pháp các bộ phận của chúng đang lộng hành tại đây, các khu chợ đen tại thị trấn Mong La (biên giới Myanmar - Trung Quốc) và tại thị trấn Tachilek (biên giới Myanmar - Thái Lan) là đầu mối tiêu thụ các bộ phận của hổ như da, xương, móng vuốt, dương vật và răng. Tại Thái Lan, một tài xế xe tải đã bị bắt giữ cùng với 16 chú hổ con được giấu trong xe khi đi qua khu vực gần biên giới với Lào, cơ quan chức năng đã giải cứu 16 hổ con trong xe tải. Các chú hổ con được nhốt trong tám chiếc lồng bằng nhựa và chuẩn bị mang đến tỉnh Udon Thani. Ở Việt Nam, tại Hà Tĩnh, cơ quan chức năng đã Bắt giữ ôtô chở trái phép 4 hổ con còn sống có trọng lượng 22,5 kg Công an tỉnh Thanh Hóa phát hiện, bắt giữ ôtô 7 chỗ vận chuyển một con hổ ướp lạnh nặng gần 100 kg, hai đối tượng đi trên xe liền vứt xuống đường một bọc lớn bên ngoài bọc kín bằng chăn bông, rồi nhanh chóng bỏ trốn khỏi hiện trường.

### Giết mổ, nấu cao
Sau khi nuôi hổ đến một giai đoạn nhất định, thường là hổ đã trưởng thành, thuần thục, người ta sẽ thực hiện việc giết hổ để lấy da, các sản phẩm khác và đặc biệt mổ lấy xương để nấu cao. Rất nhiều con hổ lần lượt vùi xương trong vạc lửa để chưng cất nên thứ cao nâu đen mà các đại gia tôn sùng là vị thuốc chúa, ăn vào thì khỏe, rượu cao hổ cốt được chưng cất công phu suốt bảy ngày bảy đêm Trước khi nấu cao hổ thì người ta thường có nghi lễ cúng bái, có người còn mời thầy cúng về cúng. Khi xẻ thịt và nấu cao hổ, bàn thờ phải nghi ngút khói nhang với la liệt các đồ tế lễ gồm cá chép, gà, thịt sống, xôi, hoa quả vì tế lễ là một thứ thủ tục bắt buộc trước khi xẻ thịt hổ thì phải xem giờ, chọn giờ đẹp mới dám nhóm lửa, người đốt lò cũng phải xem tuổi kỹ càng, hợp tuổi nếu không thì hỏng cả nồi cao, những thủ tục ấy là có thực, nào dám cả gan bỏ qua chuyện cúng tế trước khi xẻ thịt hổ

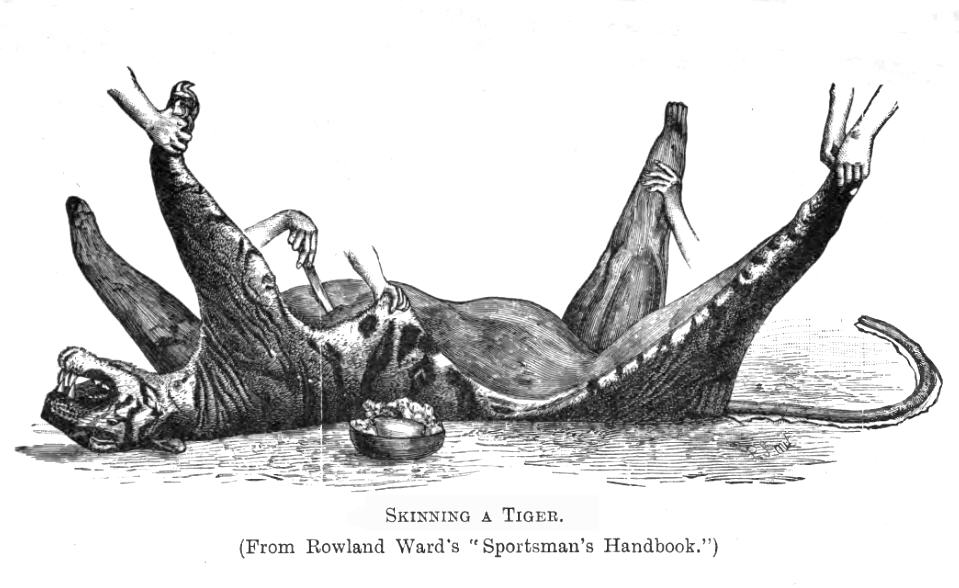
Tranh vẽ mô tả cảnh giết mổ hổ

Bộ xương hổ khô khoảng 15 kg khoảng 450 triệu, nhưng bộ xương sư tử thì chỉ 120 triệu, thậm chí rẻ hơn. Một con hổ nặng 1,6 tạ, lọc được 11 kg xương thành phẩm, thêm 4 cân xương sơn dương và nấu được gần 3 kg cao. Con hổ tròn 500 triệu, công người nấu và gia vị hết gần 100 triệu, tính ra giá thành hiện tại, mỗi lạng cao hổ đã có giá 20 triệu đồng. 20 triệu đồng là cao hổ cốt tự nấu nhưng trên thị trường hiện nay, nhiều người rao bán cao hổ chỉ 7 triệu 1 lạng Làm hổ thì có thợ riêng, làng Phú Cường ở Vĩnh Phúc có nghề nấu cao hổ từ rất lâu, người dân người đi khắp các vùng trong cả nước kiếm sống bằng nghề nấu cao hổ thuê gọi là bánh dẻo tức là thợ nấu cao hổ, nhiều gia đình gia đình có nghề gia truyền nấu cao hổ, trung bình, giá công nấu một nồi cao từ 5–10 kg là 10 triệu đồng, 12–15 kg là 12 triệu đồng cho thợ nấu chính, còn thợ giúp việc 2 người là 3-4 triệu đồng /người và giá tuỳ thoả thuận.
Ngày trước, người ta nấu cao hổ bằng nồi gang 120 là nồi to nhất, nay người ta nấu bằng nồi inox, nấu cao bằng bếp âm, đào dưới lòng đất là chất lượng nhất. Cao hổ tốt, chuẩn nhất là nấu 60% xương hổ, còn 40% là đầu sơn dương, hoặc khỉ, gạc nai hoặc yếm rùa để làm chất kết dính. Ngoài ra phải có gia vị là đại hồi và củ thục địa để điều hoà mùi. Xương hổ là hoả, thực địa là thủy, hai thứ này điều hoà cho nhau, thì người sử dụng mới không bị nhức đầu, nóng trong người. Người ta sẽ cân hổ trước khi làm thịt, những người miền núi, họ đem hổ ra suối, nơi nước chảy đôi dòng, nơi có đá cuội, nước trong vắt vặt lông, bỏ tủy, như vậy quan niệm cho rằng hổ ở trên rừng lại được hoà với nước nguồn ở dưới đất rừng thì nó quyện vào nhau sẽ tốt về âm - dương
Làm thịt một con hổ, lọc bộ xương ra là biết hổ rừng hay hổ nhà. Con hổ rừng nặng 2 tạ, nhưng chỉ có khoảng 12 kg lòng, tim phổi nhưng hổ nhà thì chỉ nặng tạ rưỡi cũng có đến 12 - 13 cân lòng. Con hổ rừng nặng 1 tạ, lọc được đúng 11 cân xương tươi và xương của nó rất cứng, chẻ được một cái xương sườn của nó cũng ra rất vất vả, hổ nhà thì chẻ xương để làm sạch cũng khó vì một con hổ trang trại nặng tạ sáu được khoảng 13 cân xương tươi, chẻ vụn ra, cạo hết tủy, ngâm trong nước lá cải nóng 2 - 3 ngày, phơi khô rồi lại ngâm tiếp trong nước phèn. Khi nấu chỉ còn 8 - 9 cân. Riêng cái xương sọ của con hổ thì phải nện chục phát cái búa tạ mới vỡ.
Công đoạn tiếp theo là rửa sạch, để ráo nước, sấy khô, rồi đem xương hổ ngâm với nước nóng (nước ở suối có đá cuội) được đun với lá trầu và gừng nướng hay ngâm xương với dấm, nước vo gạo. Thời gian ngâm là hai ngày. Sau đó, cho xương vào đáy nồi, xếp quanh đáy lên hình vành khăn. Nấu cao trong bảy ngày, bảy đêm với những quy trình khắt khe về giờ ra ràng nước. Nước nấu cao, nếu là nước suối hoặc thiết phải là nước mưa. Khi nấu 60h đầu tiên, lửa phải cháy rực, sau múc 2/3 nước ra ràng, đúng vào 12h đêm. Nước hai, đun trong 48h thì ra ràng nước và nấu tiếp nước thứ ba. Sau đó, hoà chung ba lần nước ra ràng rồi đun thêm 36h nữa thì được thành phẩm là cao, 1 kg xương hổ cốt, nấu được 1,4 kg cao. Tuy nhiên trong quá trình nấu cao cần lưu ý không được bỏ trứng gà vào vì chất của xương hổ đã bị trứng hút hết vào nồi cao hổ đó chỉ còn bã.
Ngày trước nấu cao hổ, sau khi làm thịt xong, lọc xương phải ngâm bộ xương trong nước suối chảy xiết cả tháng trời mới đưa về nấu được. Mất 2 - 3 ngày chẻ xương, rồi cho vào cối ly tâm quay. Quay cho lóc hết thịt, gân, tủy, rồi đưa ra ngâm nước lá cải nóng, phơi khô ngâm phèn hoặc ngâm nước lá đu đủ là xong. Người ta bổ xương vào nồi áp suất nấu 1 ngày, rồi vớt xương ra làm sạch, giống như nấu cao ngựa bạch nhưng làm như thế không sạch được tủy.

## Trong văn hóa
Việc săn hổ được thể hiện trong văn hóa một số quốc gia, khi người ta săn hổ hay tổ chức một số nghi lễ để cầu cho cuộc săn suôn sẻ. Ở Việt Nam có lễ hội nghi lễ tại hội làng La Cả, huyện Hoài Đức với tiết mục Dâng hổ thật, đánh hổ giả. Hội này đã được đã duy trì được truyền thống này 120 năm nay vào mỗi dịp mùng 7 đến 11 tháng giêng âm lịch. Đây là nghi lễ dâng tế người có công giết hổ và được tôn làm Thành hoàng làng năm xưa. 16 trai làng được tuyển chọn để khênh kiệu vào đình. Nổi bật nhất lễ hội là màn đánh hổ. Đoàn thợ săn cùng cung tên, giáo mác và trống chiêng đi bắt tại một cánh rừng giả định giữa sân đình. Đây là loài hổ lang mép vàng, do một nam thanh niên thủ vai. Ngoài ra con có tiết mục rước Kiệu ông, Kiệu bà có trang trí bộ da hổ thật, tưởng nhớ chiến công của thần lúc sinh thời.